# Tyrannosaurus
Tyrannosaurus („tyranský ještěr“ – odvozeno ze starořeckého τύραννος – tyrannos = vládce, resp. krutovládce; v případě druhu T. rex pak latinského rex = král) byl jeden z největších masožravých dinosaurů (teropodů) a zároveň jedním z největších suchozemských predátorů všech dob. Přestože již v devadesátých letech 20. století se zdálo, že ztratil primát největšího dravého dinosaura (délkou ho mírně převyšují nepříbuzné rody Spinosaurus a Giganotosaurus), svou tělesnou stavbou je dle posledních objevů stále nejmohutnějším a nejhmotnějším, tudíž největším známým masožravým dinosaurem. Tyrannosaurus rex, formálně popsaný v roce 1905, je také jedním z nejpopulárnějších pravěkých živočichů vůbec.

## Druhy
Po dlouhou dobu byl znám (resp. rozlišován) pouze jeden druh rodu Tyrannosaurus, a to T. rex. Vědecká studie z roku 2022 však přišla se stanovením dvou nových druhů, a to Tyrannosaurus imperator a Tyrannosaurus regina. Toto rozdělení bylo provedeno na základě morfologických a anatomických odlišností zkoumaných u 37 různých jedinců tyranosaura. Tento výzkum je však poněkud kontroverzní a jeho výsledek není obecně uznáván paleontologickou komunitou.
V lednu roku 2024 byl formálně stanoven nový druh rodu Tyrannosaurus, a to T. mcraeensis. Fosilie tohoto tyranosaurida byly objeveny v 80. letech 20. století v sedimentech souvrství Hall Lake na území Nového Mexika (Sierra County). Tento teropod o rozměrech největších známých exemplářů druhu T. rex žil o zhruba 6 až 7 milionů let dříve, což poskytuje velmi zajímavé implikace pro lepší pochopení evoluce tyranosauridů.

## Výskyt
Druh T. rex se vyskytoval před asi 68 až 66 miliony let (na konci křídové periody druhohorní éry) na území celého západu dnešních Spojených států amerických a části Kanady a Mexika (tzv. Laramidie – například geologická souvrství Hell Creek, Lance, souvrství Lomas Coloradas nebo Frenchman). Jednalo se o velmi rozšířený druh, jehož fosilie jsou objevovány na mnoha místech Severní Ameriky (například sem patří i jediná dosud objevená dinosauří fosilie na území Yellowstonského národního parku - zub nedospělého jedince tyranosaura, nalezený na území Wyomingu v 60. letech 20. století, ale identifikovaný až na podzim roku 2023.
Některé nedávné nálezy však naznačují, že tento rod mohl jiným druhem existovat již o několik milionů let dříve. Tyranosauři patřili k vůbec posledním žijícím druhohorním dinosaurům a dožili se nejspíš katastrofy na konci křídy před 66,0 miliony let (geologicky nejmladší dnes známý jedinec s kat. ozn. RTMP 82.12.1 z kanadské Alberty byl objeven ve vrstvě sedimentu v souvrství Scollard, nacházející se asi 10,5 metru pod jílovou vrstvičkou hranice křídy a paleocénu. Podle jisté vědecké studie z roku 2016 možná přišli předkové tyranosaurů do Severní Ameriky z východní Asie. Objevy fosilních zubů blízce příbuzných tyranosauridů (možná dokonce jen jiného druhu rodu Tyrannosaurus) jsou známé z dálněvýchodní Amurské oblasti na severovýchodě Ruské federace. Tito neznámí tyranosauridi zde žili v období nejpozdnější křídy, asi před 68 až 66 miliony let.
Dnes je tento druh zřejmě nejznámějším a nejpopulárnějším dinosaurem vůbec. V posledních letech byly odhaleny zkameněliny velkého množství tyranosauroidů, mezi které mohli patřit i přímí předkové samotného tyranosaura.
Objev izolované slzní kosti (lakrimálu) obřího tyranosaurida ve velikostní kategorii dospělce druhu T. rex v Montaně roku 1903 by mohl naznačovat, že gigantičtí tyranosauridi existovali již v období pozdního geologického věku kampánu, asi před 79 až 75 miliony let. Fosilie pravděpodobně pochází ze sedimentů geologického souvrství Judith River.
Když byl počátkem 20. století tento druh objeven a identifikován, neexistovaly ještě spolehlivé metody radiometrického datování. Vědci si tehdy mysleli, že tyranosauři žili asi před „pouhými“ 3 až 8 miliony let.

## Rozměry

Velikost člověka ve srovnání s velikostí tyranosaura

V průměru dosahovali dospělci tohoto druhu délky asi 11 až 12,4 metru a hmotnosti kolem 6000 kilogramů. Největší dosud objevený exemplář, zvaný podle své objevitelky, paleontoložky Sue Hendricksonové „Sue“, měří na délku 12,3 metru a zaživa vážil až kolem 9500 kilogramů, ačkoliv většina odhadů živé hmotnosti tyranosaurů se pohybuje mezi 5400 až 7700 kilogramy. Jde zároveň o nejlépe zachovanou kostru tohoto dinosaura, kompletní z více než 80%. Některé objevy izolovaných kostí však svědčí o ještě větších jedincích. Odhaduje se, že největší tyranosauři mohli dosahovat délky kolem 13 metrů a hmotnosti přes 8 tun (nejvyšší odhad je dokonce přes 10 tun), čímž by překonali i obří karcharodontosauridní teropody (např. giganotosaura). Nejdelší dosud objevená lebka měla být dlouhá asi 150 cm (MOR 008 v Museum of the Rockies; Bozeman, Montana). Ukazuje se ale, že tato fosilie mohla být špatně zrekonstruována a její skutečná délka dosahuje asi 134 cm, takže nepřekonává Sue (s mírou asi 145 až 152 cm).

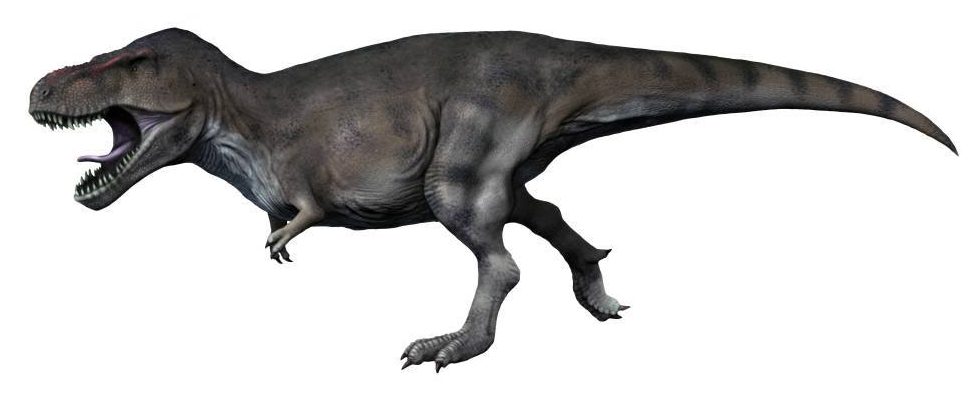
Moderní rekonstrukce opeřeného tyranosaura

U jedince BHI 3033 („Stan“) byla v roce 2009 přesným laserovým měřením kostry odhadnuta živá hmotnost kolem 7655 kilogramů.
Podle vědecké studie z března roku 2019 byl ještě o trochu větším jedincem než „Sue“ exemplář zvaný „Scotty“, objevený roku 1991 v kanadském Saskatchewanu (souvrství Frenchman). Délka tohoto jedince činila asi 13 metrů a hmotnost podle odhadů zhruba 8870 kilogramů, což je o 410 kg více, než vyšlo autorům studie pro „Sue“. Podle této studie je z hlediska hmotnosti největším teropodním dinosaurem právě Tyrannosaurus rex, který překonává všechny ostatní obří teropody, jako je Spinosaurus aegyptiacus, Giganotosaurus carolinii nebo Carcharodontosaurus saharicus.
Poněkud nižší odhad hmotnosti tyranosaura byl publikován v roce 2020, a to v rozpětí 6845 až 7685 kilogramů. Podle odborné práce z roku 2021 měřil nejdelší známý a detailněji popsaný exemplář 12,3 metru a zaživa vážil až 11 565 kilogramů.
V červenci roku 2024 vydali paleontologové Jordan Mallon a David Hone studii, podle které mohl největší existující zástupce druhu T. rex dosahovat délky až kolem 15 metrů a hmotnosti kolem 15 000 kg.

## Paleoekologie a palebiologie

### Početnost
Tyrannosaurus patřil k dominantním dravcům svrchnokřídových ekosystémů. Je zajímavé, že navzdory své ohromné velikosti a síle představoval velmi početný druh dinosaura ve svých ekosystémech, v rámci souvrství Hell Creek dokonce druhý nejpočetnější, a to hned za ceratopsidem rodu Triceratops a před kachnozobým dinosaurem rodu Edmontosaurus. Dominantní predátoři přitom bývají naopak poměrně vzácní, obvykle nepřesahují zhruba 10 % celkového počtu jedinců v dané populaci. T. rex byl také největším dravcem v ekosystémech souvrství Lance, souvrství Scollard, souvrství Frenchman, souvrství Willow Creek, souvrství Laramie, souvrství Denver, souvrství McRae, souvrství Javelina, souvrství Ferris, souvrství North Horn nebo souvrství Livingston. O mnoha aspektech života těchto tvorů z fosilií žádné informace nezískáme, což se týká například tělesného pachu, který tyranosauři (i jiní vyhynulí tvorové) za svého života vydávali. Ačkoliv některé sporné fosilní doklady ukazují na možnou existenci tyranosaurů ještě na začátku paleocénu, je jisté, že tito obří teropodi žili ještě na úplném konci křídové periody, přinejmenším asi 200 000 let před velkým vymíráním na konci křídy (a pravděpodobně i při něm samotném).
Výzkum také ukázal, že v ekosystémech obývaných velkými tyranosauridy byli patrně vytlačeni všichni menší a středně velcí teropodi, jejich evoluční niku přitom zabrali sami tyranosauridi, a to svými juvenilními až subadultními věkovými stadii. Tyranosauři tak výrazně snižovali biodiverzitu ostatních teropodů ve velikostní kategorii zhruba od 50 do 500 nebo dokonce 1000 kg. Je dokonce možné, že T. rex byl invazivním druhem, který v posledním 1,5 milionu let pronikl do Laramidie z východní Asie po dočasně vytvořeném pevninském mostu. V Laramidii se potom značně rozšířil a stal se dominantním predátorem na rozloze tisíců kilometrů.
Vědecká studie publikovaná v dubnu 2021 ukazuje, že celkový počet jedinců druhu T. rex v průběhu zhruba 127 000 generací a doby trvání druhu asi 2,4 milionu let mohla dosahovat až 2,5 miliardy. Tyranosauři byli rozšířeni na území o rozloze asi 2,3 milionu kilometru čtverečních a v každou dobu žilo přibližně 20 000 pohlavně dospělých (post-juvenilních) jedinců.
Podle novější práce, která mírně upravuje výsledky o dva roky starší studie, bylo tyranosaurů o trochu méně - celkový počet jedinců za dobu jejich existence mohl činit asi 1,7 miliardy a jako fosilie se statisticky dochovala ne jedna z 80 milionů, ale spíše jedna z 52,5 milionu jedinců.

### Inteligence a smysly
Podle výzkumů mozkové dutiny lebky měl tyranosaurus výborný čich a zrak a dokázal tak aktivně vyhledávat potravu, kterou zřejmě tvořili především rohatí a kachnozobí dinosauři. Zejména čich byl u tohoto teropoda skvěle vyvinut. Vysoce inteligentním tvorem zřejmě nebyl, přesto měl encefalizační kvocient přibližně 2,5krát vyšší než dnešní krokodýl. Mozek dospělých tyranosaurů měl objem zhruba 0,4 litru a tito teropodi tak disponovali nervovým ústředím větším, než mají prakticky všichni současní plazi i ptáci. To samo o sobě nicméně není zárukou vysoké inteligence, protože mozek roste (byť nelineárně) s celkovou velikostí těla. Podle výsledků výzkumu, publikovaného v létě roku 2022 však velcí teropodi a zejména pak Tyrannosaurus s mozkem o hmotnosti kolem 355 gramů měli natolik vysoký počet nervových buněk (neuronů) v koncovém mozku (konkrétně asi 3,4 miliardy), že v tomto směru překonávali i současné vyšší primáty (například africké opice paviány). Tato práce však byla zpochybněna jinou odbornou studií, publikovanou počátkem roku 2024.
Novější výzkumy ukazují, že někteří tyranosauridi byli vybaveni citlivým senzorickým orgánem na čelistech. Ten jim zřejmě umožňoval velmi dobře vnímat změny proudění větru, což jim mohlo pomáhat například při orientaci a lovu. Tyranosauři měli pravděpodobně také velmi dobrý zrak, navíc viděli stereoskopicky a dokázali tak lépe odhadovat vzdálenosti. Oční bulvy dospělých tyranosaurů měly průměr asi 10 až 12 centimetrů a zorničky kolem 2,5 centimetru. Je možné, že tito obří teropodi viděli až 13krát ostřeji než člověk, a jejich rozlišovací schopnost byla rovněž mnohem lepší (rozlišit dva malé body na pozadí dokázali až do vzdálenosti kolem 6 kilometrů, zatímco u člověka je to asi 1,3 až 1,6 km.

### Rychlost pohybu
Někteří paleontologové (například Robert T. Bakker, Gregory S. Paul) v průběhu 70. a 80. let 20. století předpokládali, že tyranosauři dokázali běhat rychlostí přes 40 mil za hodinu (65 km/h). To je ale nepochybně přehnaný odhad. Vzhledem k silným nohám se tento obří teropod pravděpodobně pohyboval na svou velikost poměrně rychle (snad přes 30 km/h) a dělal při běhu kroky dlouhé až 5,6 metru (velikost největší objevené stopy z Nového Mexika (souvrství Raton), roku 1994 popsané jako Tyrannosauripus pillmorei, činila 86 cm). V roce 2007 pak byla pravděpodobná stopa druhu T. rex o délce kolem 74 cm objevena také ve východní Montaně (souvrství Hell Creek). Rychlost byla u tohoto teropoda kalkulována již mnohokrát a různé fundované předpoklady mají rozmezí od 15 km/h až po 75 km/h. V roce 2007 byla publikována další studie, která přichází s výsledkem maximálně 8,0 m/s (28,8 km/h), což je v poměru k dané hmotnosti zvířete (přes 6000 kg) stále dosti vysoká rychlost. Vědecká studie z roku 1995 nicméně naznačila, že tyranosauři zřejmě neběhali rychle příliš často, protože v případě pádu jim hrozilo nebezpečí těžkého zranění nebo i okamžité smrti. Jiné odhady jsou také spíše nižší. Studie z roku 2017, shrnující výsledky nového virtuálního modelu tyranosauřího pohybu ukazuje, že dospělý jedinec o hmotnosti nad 7 tun nebyl schopen rychlosti vyšší, než asi 25 km/h. Při vyšší rychlosti by již nevydržely kosti v jeho nohách. Studie z roku 2020 ukazuje, že spíše než ke sprintu, byl uzpůsoben k efektivnější chůzi na dlouhou vzdálenost.
V roce 2016 byla publikována odborná práce o objevu první pravděpodobné série stop tyranosaura v sedimetech souvrství Lance u města Glenrock ve Wyomingu. Série stop patřila mladému nedospělému jedinci s výškou v kyčlích mezi 1,56 a 2,06 metru. Vypočítaná rychlost činila (po opravě původních výpočtů v roce 2017) asi 8,1 až 12,5 km/h. Nejednalo se však o běžícího jedince, ale o dinosaura kráčejícího rozvážně po bahnitém podkladu.

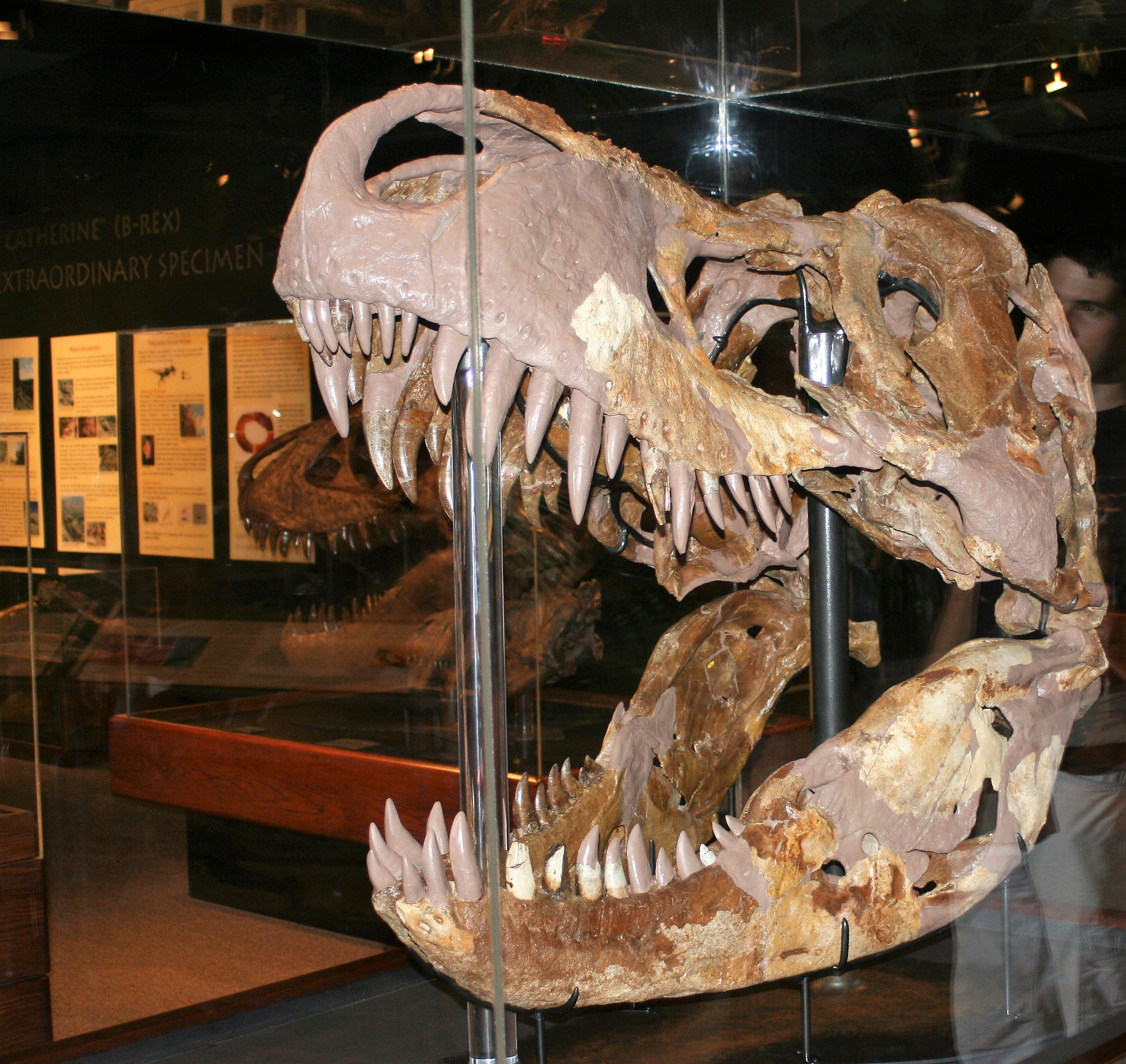
Lebka MOR 008, exponát Museum of the Rockies.

 Obecně se dá na základě většiny dostupných studií konstatovat, že dospělí několikatunoví tyranosauři nebyli schopni rychlého běhu, přesto se ale na poměry své hmotnosti dokázali pohybovat poměrně svižně, přibližně rychlostí průměrného netrénovaného člověka (asi kolem 25 km/h). Podle vědecké studie, publikované v roce 2017, dokázal jedinec tyranosaura o hmotnosti zhruba 6000 kg běžet rychlostí až 27,1 km/h. Na základě propočtu maximální síly kostí končetin bylo odhadnuto, že limitní rychlost pohybu pro dospělého tyranosaura o hmotnosti 7200 kg činí asi 8 m/s (28,8 km/h).
Preferovaná a energeticky úsporná chůze tyranosaura nastávala asi při rychlosti 1,28 m/s (4,6 km/h), což zhruba odpovídá rychlosti chůze dospělého člověka. Tyranosaurus ale při ní dělal kroky dlouhé asi 1,94 metru.
Podle odborné práce publikované roku 2023 se tyranosauři dokázali pohybovat relativně rychle i v mělké vodě, například u břehu jezer, řek nebo moře. To jim mohlo dávat výhodu při lovu jiných suchozemských zvířat, zahnaných například do mělčiny nedaleko břehu.

### Síla čelistního stisku
Síla stisku čelistí tyranosaura byla vzhledem k mohutným úponům pro čelistní svalovinu na lebce, silnému krčnímu svalstvu i mohutné stavbě lebečních kostí a zubů zřejmě enormní. Tento obří teropod tak patřil k suchozemským živočichům s vůbec nejsilnějším stiskem čelistí v historii (jedinými konkurenty v tomto ohledu mohli být obří krokodýlovití plazi, jako byl například rod Deinosuchus). Při jednom pokusu bylo vypočteno, že dospělý jedinec mohl mít sílu stisku mezi 50 až 60 kN. Podle opravených výsledků z roku 2018 vyšla maximální síla čelistního stisku dospělého tyranosaura na 53 735 newtonů. Jeho čelisti k tomu byly také velmi dobře přizpůsobeny. Tyranosaurus měl na rozdíl od většiny teropodů srostlé nasální kůstky a celkově mohutnější lebku. Jeho lebka byla velmi pevná a dokázala vydržet obrovské nárazy a tlaky, které by jiným teropodům při souboji (i větším než tyranosaurus) lebku téměř rozdrtily. Novější studie z roku 2017 upravila odhad síly čelistního stisku tyranosaura na necelých 35 000 newtonů (odpovídá zhruba působení hmotnosti 3600 kg) a tlaku na korunkách zubů až o hodnotě 2974 MPa, tedy asi 30,3 tuny na čtvereční centimetr. Rozpětí odhadů pro sílu čelistního stisku tyranosaura je však v současnosti příliš velké, zúžit by jej mělo využití přesnějšího rozboru svalové architektury tohoto teropoda. Lebka tyranosaura byla v rámci některých spojení mezi kostmi poměrně pohyblivá (kinetická), což mohlo pomáhat v absorbování ohromných tlaků při zákusu do kořisti. Podle jiných vědeckých výzkumů však byla lebka dospělého tyranosaura spíše funkčně akinetická, protože jakékoliv pohyby mezi jednotlivými kostními fragmenty lebky by vedly k její anatomické dezintegraci.
Velmi dobře zachovaná lebka z Montany umožnila vědcům učinit si lepší představu o průběhu výměny zubů u tyranosaurů. Vědci odhadují, že utvoření nového zubu a výměna staršího trvala u druhu Tyrannosaurus rex asi 718 až 1331 dní.
Podle výzkumu z roku 2007 bylo krční svalstvo dospělého tyranosaura dostatečně silné, aby umožnilo tomuto teropodovi držet ve vzduchu břemeno o hmotnosti kolem 1014 kilogramů a vyhodit do pětimetrové výšky kus masa o hmotnosti kolem 50 kilogramů.
Síla čelistního stisku a spolu s ní i odolnost čelistí a celé lebky proti extrémně velkým tlakům se výrazně zvyšovala u dospívajících tyranosaurů. Zatímco mladí jedinci ještě nevykazovali extrémně silný stisk čelistí, u dospělců mohla jeho síla činit až 60 000 newtonů, což je téměř padesátkrát více než například u lva.
Výzkum lebky odrostlého mláděte tyranosaura ve věku kolem 13 let ukázal, že i tito mladí jedinci již měli extrémně silný stisk čelistí, dosahující hodnoty kolem 5640 newtonů.
Detailnímu výzkumu byla podrobena i někdejší neurovaskulární tkáň v rostrální část lebky tyranosaurů.
Detailní výzkum síly čelistního stisku tyranosauroidů, publikovaný v roce 2023 dokázal, že spolu s rostoucími rozměry se nezávisle ještě více zesilovala schopnost drtivého stisku, jehož vrcholným projevem byly enormně mohutné čelisti druhu Tyrannosaurus rex, schopné drtit i pevnou kostní hmotu jiných velkých obratlovců.

### Růst

Křivky růstu několika tyranosauridů, u druhu T. rex je zdaleka nejstrmější.

Podle odhadů měřilo embryo či „novorozenec“ tyranosaura asi 92 cm na délku, kolem 33 cm v kyčlích na výšku a vážilo zhruba stejně jako kočka domácí.
Žádné prokazatelné fosilie dosud nevylíhnutých zástupců (embryí) tohoto druhu neznáme. První potenciální fosilie embryí jiných tyranosauridů byly objeveny v podobě malé čelistní kosti a drápu z nohy v souvrství Two Medicine a v souvrství Horseshoe Canyon na území kanadské Alberty. Jednalo se o velmi malé exempláře o délce asi 0,7 a 1,0 metru, pravděpodobně dosud nevylíhlá nebo jen krátce vylíhnutá mláďata rodů Albertosaurus, Gorgosaurus nebo Daspletosaurus.
Do dneška bylo nicméně objeveno již více než 50 fragmentárních koster tohoto obřího dravého dinosaura. Nejmenší jedinec (MOR 6625, „Chomper“) představoval asi 2 až 3 roky staré mládě o délce do 2,8 metru. Ještě známější je nicméně asi 11 let starý jedinec, objevený roku 2001 ve východní Montaně, který dostal přezdívku „Jane“. Čerstvě vylíhnutá mláďata tyranosaurů zřejmě nepřesahovala délku 0,9 metru a vážila jen několik kilogramů. Tyranosauři měli anatomii přizpůsobenou postupnému růstu masivní lebky se schopností drtivého čelistnímu skusu. Tomu pak byl podřízen růst dalších částí těla, zejména předních končetin (redukovaných z důvodu extrémní hypertrofie lebky) a také ocasu, který vyvažoval mohutnou přední část těla před jeho fyzickým těžištěm. Tyranosauři dospívali v asi 18 letech a dožívali se věku nejspíše kolem 30 let (tento rod již známe podle jedinců různých věkových stádií). Největší známý jedinec „Sue“ se dožil pravděpodobně 28 let. Kritickým obdobím života přitom byl věk 14 až 18 let, kdy ještě nedospělí jedinci museli bojovat o potravu s jedinci dospělými, i když podle nálezu příbuzného albertosaura je možné, že tyranosauři žili v rodinných smečkách, kde se dospělí starali o mláďata a společně s nimi i lovili. Podle některých výpočtů nabírali tyranosauři při rychlých fázích svého růstu na váze až 1790 kilogramů ročně. Více informací o ontogenezi tyranosaurů by mohl přinést nález asi sedmiletého mláděte, objeveného v roce 2016 v sedimentech souvrství Hell Creek na území Montany. Toto mládě o délce asi pěti metrů zahynulo v době před zhruba 66,5 miliony let. Objev rýh po zubech na kostech velkých edmontosaurů může dokládat, že již mladí nedospělí tyranosauři (ve věku asi 11 až 12 let) se živili podobně jako dospělí masem velkých býložravých dinosaurů. Přehlednou studii o růstových stadiích tyranosaura publikoval v červnu roku 2020 americký paleontolog Thomas Carr. Ten odhalil, že tyranosauři procházeli obdobím extrémně rychlého růstu zejména mezi 15. a 18. rokem života, kdy se také ustavily jejich „dospělé“ anatomické znaky – zejména v podobě mohutné lebky a robustních zubů.

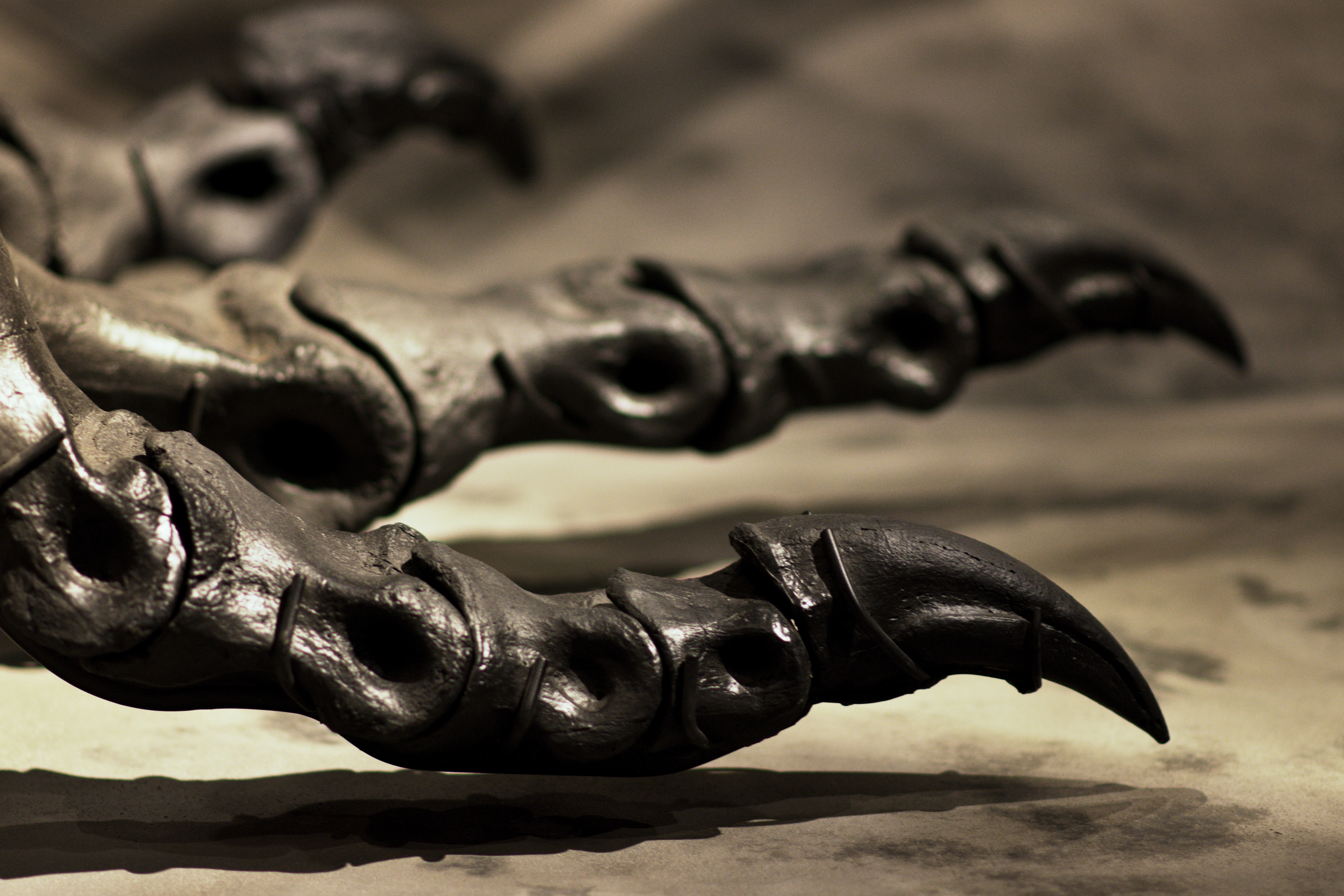
Tyranosaurus rex – detail drápu focený v Přírodovědném muzeu v Berlíně. Photo by Topi Pigula

Vědecká studie z roku 2020 dokládá, že tyranosauři rostli extrémně rychle, a to i v porovnání s jinými obřími teropody (například karcharodontosauridy). Zatímco exemplář „Sue“ se podle autorů této práce dožil asi 33 let, někteří velcí karcharodontosauři žili pravděpodobně do 50 i více let.
Počítačové modelace populačních křivek pro dobře zastoupené taxony ukazují, že tyranosauři zažívali větší mortalitu (úmrtnost) pouze v mladém věku (zhruba do 5 let), později už byla míra jejich mortality statisticky víceméně konstantní.
Jednotlivé fosilní exempláře druhu T. rex však vykazují rozdílnou míru a rychlost růstu. Jejich ontogeneze tedy byla do určité míry individuální. Důkazem je například exemplář MOR 1125 ("B-Rex"), asi 16 až 18 let stará samice tyranosaura, jejíž růst byl i při délce 10,5 metru již zřejmě ukončen. Dalším příkladem je jedinec známý jako "Tyrannosaurus z Berkeley" neboli UCMP 118742, jehož maxila (kost horní čelisti) byla objevena v roce 1977 ve východní Montaně. Tento jedinec byl asi z 95 % velký jako obří exemplář "Sue" (FMNH PR 2081), a to přesto, že zahynul ve věku pouhých 16 let, kdy měl teprve procházet fází rapidního růstu a dosahovat statisticky stanovené délky jen kolem 9,62 metru (ve skutečnosti však již měřil na délku spíše kolem 11,8 metru).

### Paleopatologie
Podle vědecké studie, publikované v roce 2009 je možné, že mnozí tyranosauridi trpěli obdobou současné trichomonózy, tedy onemocněním, způsobeným parazitickými prvoky. V současnosti tímto onemocněním trpí měkkozobí a hrabaví ptáci, potažmo dravci, u kterých je způsobeno prvokem bičenkou drůbeží (Trichomonas gallinae). U tyranosaurů, daspletosaurů a albertosaurů bylo toto onemocnění diagnostikováno na základě výrazných lézí (kruhových otvorů) na čelistech. Způsobem přenosu je přímý kontakt, například krmením mláďat, vzájemným kousáním, apod. Podle jiných výzkumů se ale nejednalo o následek infekce, nýbrž o mechanická poranění, způsobená zuby jiného tyranosaura při vnitrodruhových soubojích.
Prokázána byla také přítomnost kostního onemocnění osteomyelitidy. Tento zánět kostní dřeně byl prokázán například v lýtkové kosti a ocasních obratlích exempláře „Sue“, pravděpodobně jím pak trpěl i další obří jedinec „Scotty“.
V roce 1997 byla diagnostikována nemoc dna (také podagra, pakostnice) na záprstních kůstkách pravé přední končetiny „Sue“.

### Potrava a trus
V kanadském Saskatchewanu byl objeven také fosilizovaný trus (koprolit) o objemu asi dvou litrů, patřící zřejmě tomuto teropodovi. Některé objevy od roku 2010 dokládají, že tito obří predátoři mohli být příležitostní kanibalové. Fosilní kosti tyranosaurů nesoucí stopy po okusu jinými tyranosaury už byly objeveny v Montaně i Wyomingu a dokládají, že tito obří teropodi zřejmě využívali i možnosti pojídání zástupců vlastního druhu, pokud se jim k tomu naskytla příležitost. Podle vědecké studie z roku 2011 nebyl tyranosaurus vrcholovým predátorem, ale spíše potravním oportunistou, živícím se jak živou kořistí, tak i zdechlinami. Podle této studie byl tyranosaurus neobyčejně hojným druhem a ve své době údajně představoval okolo 24% z celkového počtu všech velkých dinosaurů v rámci ekosystémů geologického souvrství Hell Creek. Pokud by tyranosaurus měl pomalý bazální metabolismus (jako dnešní plazi), pak by podle výpočtů odborníků potřeboval denně asi 5,5 kilogramu masa. Vzhledem k tomu, že byl téměř s jistotou endotermním tvorem, spotřeboval denně spíše až kolem 111 kilogramů masa. V roce 1998 byl vědecky popsán zkamenělý koprolit o délce 44 cm a objemu 2,4 litru, objevený v sedimentech souvrství Frenchman na území kanadské provincie Saskatchewan. Původcem tohoto zkamenělého trusu byl téměř s jistotou právě druh T. rex (žádný jiný tak velký predátor v ekosystémech zmíněného souvrství nežil). Součástí trusu byly i nestrávené zbytky kostí nedospělého býložravého ptakopánvého dinosaura (pravděpodobně rodu Triceratops nebo Edmontosaurus).

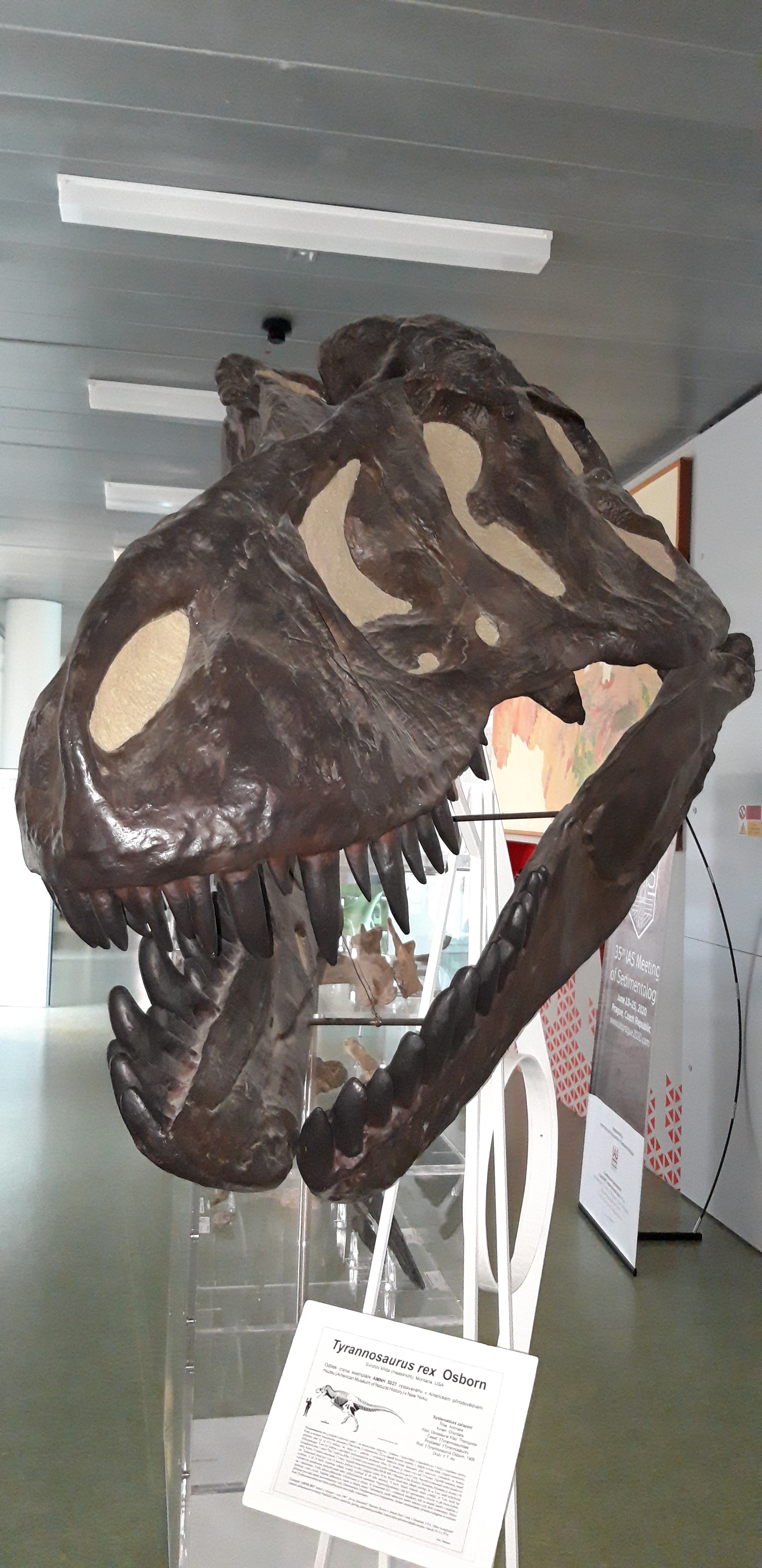
Replika lebky tyranosauřího exempláře AMNH 5027 v prostorách Katedry geologie při Přírodovědecké fakultě Univerzity Palackého v Olomouci.

Zajímavé je, že v ekosystémech několika geologických souvrství možná žil společně Tyrannosaurus rex a gigantický sauropod Alamosaurus sanjuanensis, přičemž zástupci těchto druhů spolu možná sváděli souboje na život a na smrt (tyranosauři teoreticky mohli alamosaury aktivně lovit). O případné lovecké technice tyranosaurů, útočících na tyto gigantické býložravce, však dosud nic konkrétního nevíme.
V roce 1997 dvojice amerických paleontologů propočítala, kolik potravy potřeboval sníst za rok dospělý Tyrannosaurus v případě, že byl teplokrevný a také v případě, že byl studenokrevný. V rámci popularity filmu Jurský park a jedné působivé scény, ve které je tímto obřím teropodem pozřen právník Donald Gennaro, propočítávali právě počet „právníků“, coby potravy, kterou potřeboval dravý dinosaurus za rok přijmout. Pro jedince o hmotnosti 4,5 tuny jim vyšlo 292 právníků (teplokrevný T. rex) a 73 právníků (studenokrevný T. rex). Ve skutečnosti však byli dospělí tyranosauři obvykle ještě podstatně těžší, což by počet zkonzumovaných osob výrazně navýšilo (u necelých 9 tun těžkého teplokrevného jedince „Scottyho“ by to například bylo asi 467 osob).
Výzkum publikovaný v srpnu roku 2021 ukázal, že zakončení čelistí bylo u tyranosaurů velmi citlivé a obsahovalo neurovaskulární senzorický systém, podobně jako u dnešních krokodýlů. Konec čelistí měl proto u těchto obřích teropodů funkci citlivého hmatového orgánu, detailně vnímajícího blízké okolí.
Na počátku 90. let se objevila hypotéza, že tyranosauři mohli být vybaveni jedem, kterým si pomáhali při lovu kořisti. Tato hypotéza už však byla zcela vyvrácena.

### Pohlavní dimorfismus
V roce 2005 byla publikována studie Mary H. Schweitzerové, ze které vyplývalo, že exemplář B-rex (MOR 1125), objevený v Montaně roku 2000, byl v době smrti gravidní samicí. Poukazovala na to přítomnost zvláštní kostní tkáně (tzv. medulární kosti), přítomné na průřezu stehenní kosti dinosaura. V roce 2016 pak byl tento původní výzkum potvrzen dalšími laboratorními experimenty Schweitzerové a jejích kolegů..
Někteří paleontologové (například Peter Larson) se domnívali, že vzorek několika desítek koster tyranosaura je dostatečný k tomu, abychom mohli určit pohlaví, kterým jednotlivé exempláře náleží. Mohutnější kostry byly přitom obvykle považovány za samičí. Jak ale ukázala odborná práce, publikovaná v roce 2020, tento vzorek zdaleka nepostačuje k tak dalekosáhlým závěrům. Určit pohlaví se totiž ukázalo velmi obtížným i u koster současných gaviálů, jejichž vzorek v počtu 106 jedinců vědci srovnávali a podrobně zkoumali.

### Vnitřní orgány
Velikost jednotlivých tělních orgánů není samozřejmě známá (protože měkké tkáně tohoto druhu se nemohou dochovat ve fosilním záznamu), ale na základě porovnávání s velikostí orgánů současných zvířat vědci předpokládají, že například žaludek tyranosaura mohl mít podobu jakéhosi vaku s průměrem kolem jednoho metru (vešlo by se do něho na výšku pětileté dítě) a jeho srdce dosahovalo rozměrů asi 75 x 50 cm, mělo tedy přibližně velikost standardní mikrovlnky.

### Přední končetiny
Tyranosaurus je známý také pro velmi malé rozměry svých předních končetin, které dosahovaly jen délky lidské paže (asi 1 metr, kost pažní měřila na délku kolem 40 cm). Jejich postupné zmenšování nejspíš souviselo s potřebou uchovat rovnováhu těla při zvětšující se lebce. Ta byla natolik mohutná a těžká, že již nezbýval pomyslný prostor pro relativně velké a těžké přední končetiny. Přesto byly svaly na pažích mnohem mohutnější a podle odhadů byla paže tyranosaura asi 3,5krát silnější než paže dospělého muže (dokázala uzvednout objekt o hmotnosti asi 200 kilogramů). Přesto není jasné, jakému účelu krátké paže sloužily a zda byly vůbec pravidelně a aktivně využívány. Další výzkumy ukazují, že i přes své malé rozměry mohly být přední končetiny tyranosaurů poměrně nebezpečnou zbraní, a to díky ostrým zakřiveným drápům. Jejich plnou funkčnost podporují také výzkumy „paží“ současných krokodýlů a ptáků. Je nicméně možné, že tyranosauři využívali své krátké přední končetiny k mnoha různým úkonům, ke kterým dostačovaly.
Podle paleontologa Kevina Padiana bylo zmenšení (redukce) předních končetin výsledkem vývoje a evolučního tlaku ke zmenšení. Dlouhé přední končetiny nebyly potřebné, protože jejich roli převzaly čelisti. Důvodem byla potřeba odstranit přední končetiny „z cesty“ mohutným čelistem při lovu a pojídání kořisti. Snížilo se tak rovněř riziko predace ze strany jiných tyranosaurů (kousnutím do přední končetiny), jiné formy zranění, následné infekce, apod.

### Tělesná teplota
Nevíme s jistotou, zda mohl být tyranosaurus teplokrevný. Podle vědecké studie z roku 1994 nebyl mezi trupem a končetinami tyranosaura větší rozdíl než asi 4,2 °C, což by odpovídalo homoiotermii (schopnosti udržovat si stálou tělesnou teplotu, nezávislou na okolní teplotě). Je ale také možné, že tyranosauři nebyli v dospělosti endotermní („teplokrevní“ ve smyslu savců a ptáků) ale tzv. gigantotermní a využívali tedy k udržení stálé teploty svoji velikost.
Výzkum publikovaný v létě roku 2019 ukázal, že dorzotemporální oblast lebky tyranosaurů (i jiných teropodů) mohla sloužit jako jakýsi termostat, který udržoval optimální teplotu v okolí mozkovny. Tzv. dorzotemporální okna představovala výrazné otvory v zadní části lebeční klenby. Paleontologové se dlouhou dobu domnívali, že zde byly umístěny přídatné čelistní svaly, nový výzkum aligátorů za pomoci termokamery ale odhalil, že se zde nachází cévní systém, který slouží jako generátor tepla nebo naopak chladu a pomáhá udržovat teplotu hlavy nebo i celého těla. Podobný systém nejspíš fungoval i u teropodních dinosaurů, včetně samotného tyranosaura.

### Zvukový projev
O akustických projevech tyranosaurů nemáme žádné hmatatelné důkazy ve fosilním záznamu. V jednom filmovém dokumentu z roku 2017/18 se nicméně tvůrci pokusili rekonstruovat přibližnou podobu zvuku tohoto obřího dravce za pomoci kombinace zvuku brodivého ptáka bukače velkého a krokodýlovitého plaza aligátora čínského. Výsledkem bylo jakési nízkofrekvenční dunění, kterým se možná tyranosauři domlouvali na velké vzdálenosti.

## Opeření a kůže

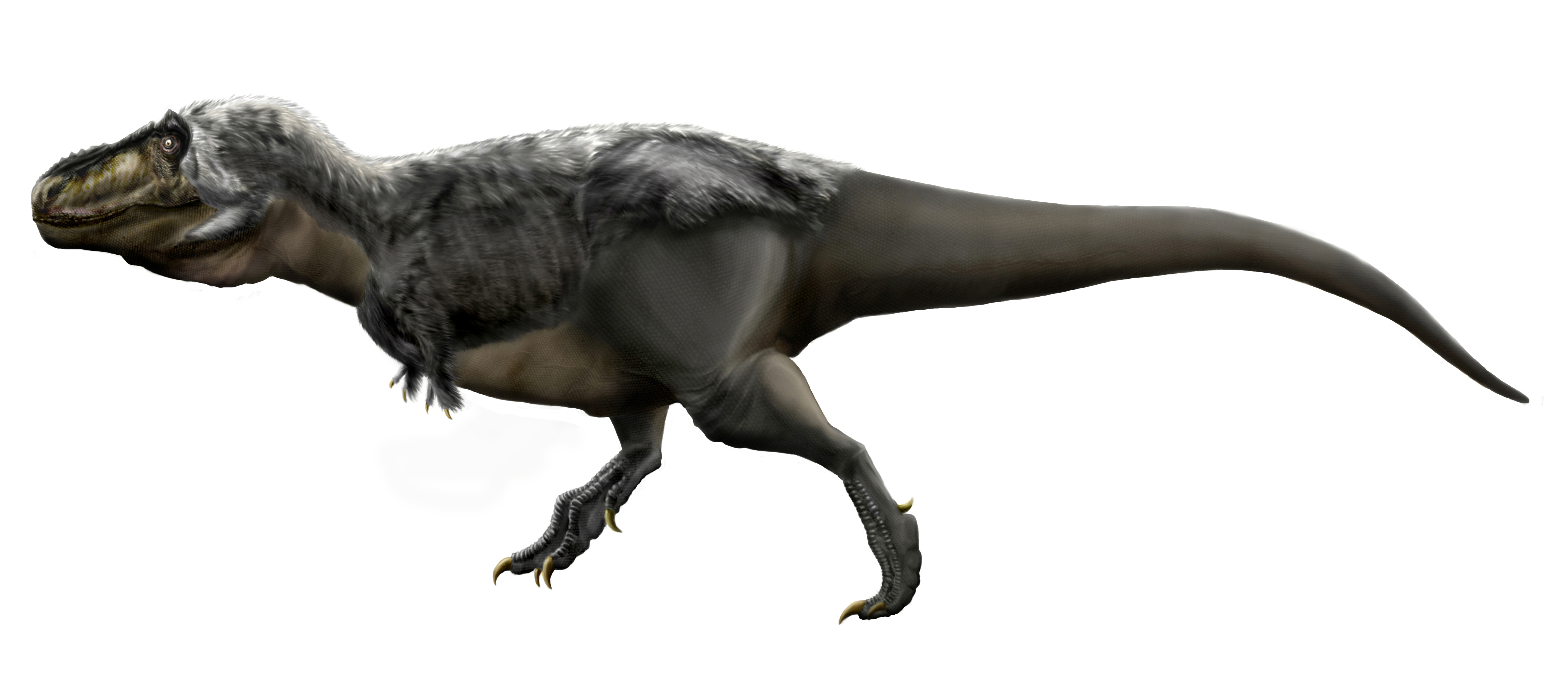
Rekonstrukce opeření tyranosaura.

Nevíme s jistotou, zda mohl být tyranosaurus opeřený, pokud však byl, pak nejspíš jen jako mládě nebo pouze na určitých částech těla. Jisté je, že někteří čínští raně křídoví tyranosauroidi (Dilong paradoxus a Yutyrannus huali), kteří žili zhruba o 60 milionů let dříve, částečně opeření byli. U tyranosaura známe jen několik otisků zachované kůže (zejména jedinec zvaný „Wyrex“, kat. ozn. BHI 6230, objevený roku 2002 v Montaně), to ale nic neznamená. S jistotou prokázat přítomnost opeření u tyranosaura by vyžadovalo objevit přímo otisky pernatého pokryvu u některého z velmi dobře zachovaných exemplářů. Podle nové studie z roku 2017 však byl tyranosaurus (stejně jako další tyranosauridi) přinejmenším na většině těla neopeřený. Novější výzkum kraniálních anatomických znaků tyranosauridů umožňuje vytvoření prvních konkrétních představ o možné podobě hlavy a „tváře“ těchto teropodů, a to včetně samotného druhu T. rex.

## Ichnofosilie

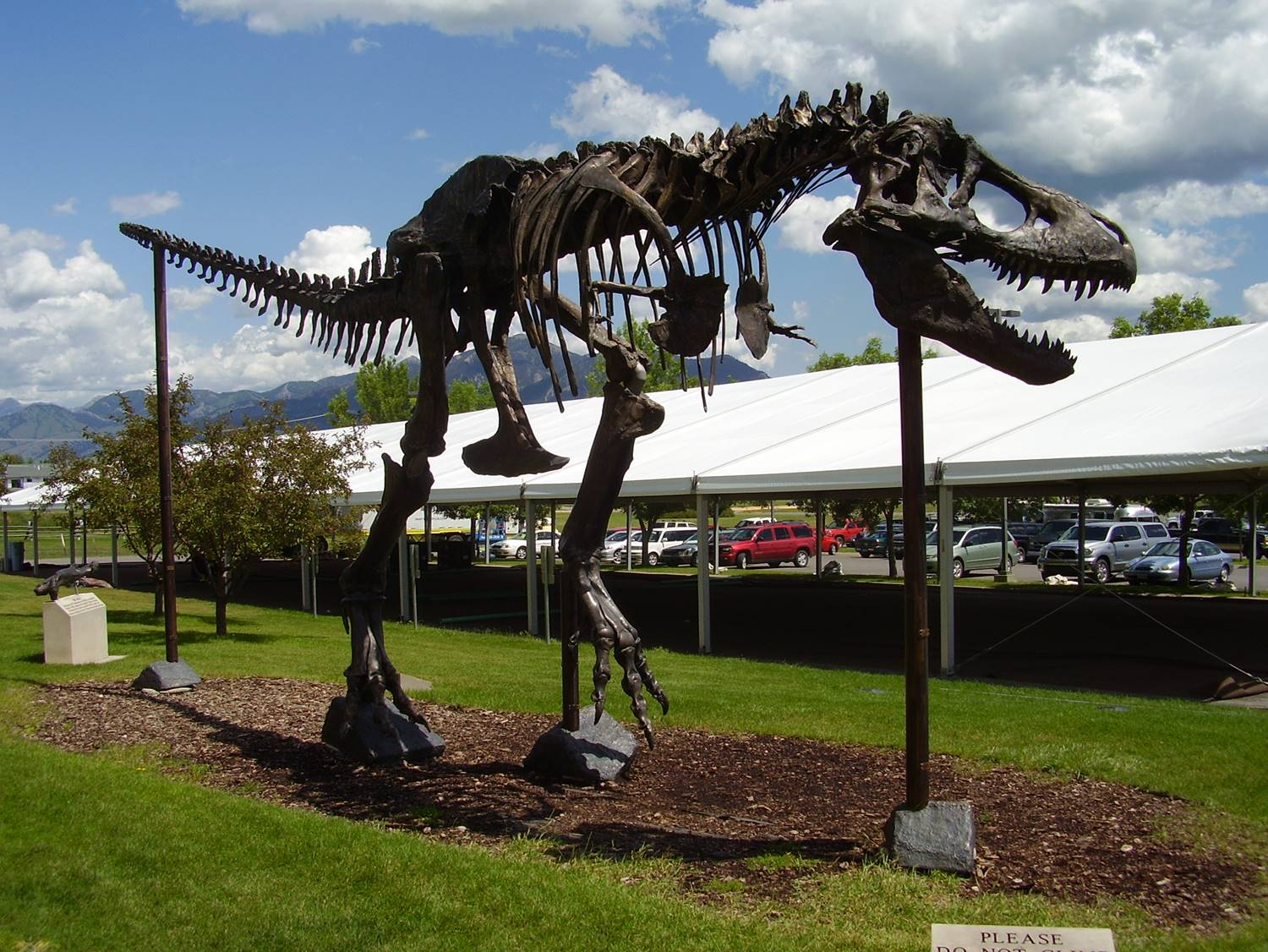
Bronzová replika kostry tyranosaura, známá jako „Big Mike“ před Museum of the Rockies v Bozemanu (Montana, USA).

Fosilní otisky stop tyranosaurů jsou velmi vzácné, dosud byly objeveny jen dva, které lze s velkou mírou pravděpodobnosti tomuto teropodovi přisoudit. Jedním z nich je 86 cm dlouhý otisk dospělého exempláře z pánve Raton v Novém Mexiku, který byl pojmenován Tyrannosauripus pillmorei. Menší otisk o délce kolem 72 cm byl náhodně objeven v Montaně roku 2007. Počátkem roku 2021 byl oznámen objev pravděpodobného otisku stopy zadní i přední končetiny z Nového Mexika, interpretovaný jako situace, v niž se tyranosaurus napřimoval z ležící pozice a pomáhal si se stabilizací předními končetinami.

## Historie objevů
Další informace také v článku Časová osa výzkumu tyranosauroidů.
Zkameněliny tyranosauridů mohli objevovat náhodně již původní obyvatelé Severní Ameriky dlouho před příchodem Evropanů. První fosilní pozůstatky tohoto obřího teropoda byly objeveny v Coloradu roku 1874, nebyly však ještě správně určeny. V roce 1892 popsal dva fosilní obratle tyranosaura paleontolog Edward Drinker Cope pod jménem Manospondylus gigas. První již rozeznané fosilie tohoto dinosaura pak byly objeveny ve východní Montaně 12. srpna roku 1902 (je však uváděn i Wyoming, kde některé fosilie nalezl Barnum Brown již v roce 1898), popsán byl pak 5. října roku 1905 paleontologem Henrym F. Osbornem. Místem objevu byl dnešní Hell Creek State Park v souvrství Hell Creek nedaleko současné přehradní nádrže Fort Peck. Typový exemplář s dnešním označením CM 9380 dosahoval délky asi 11,9 metru a hmotnosti kolem 10 473 kilogramů. Tento exemplář patřil k velkým dospělcům, nebyl ale největším ani nejkompletnějším známým zástupcem druhu T. rex.
V roce 1908 byl pak nedaleko Brownem objeven další jedinec, ještě lépe zachovaný – dnes má označení AMNH 5027 a od roku 1915 je zlatým hřebem expozice v Americkém přírodovědném muzeu v New Yorku. Již v roce 1900 byl na území Wyomingu (lokalita Seven Miles Creek) objeven fosilní materiál dalšího tyranosaura (AMNH 5866), který byl H. F. Osbornem popsán roku 1905 jako Dynamosaurus imperiosus. O rok později se však po důkladnější preparaci ukázalo, že se jedná o exemplář druhu T. rex (a kostěné pláty, považované původně za tělní pancíř dravce, byly určeny jako osteodermy ankylosaura). Stáří fosilií druhu T. rex se pohybuje mezi 68 a 66 miliony let, kolem roku 1915 (před vznikem přesnějších radiometrických měření) se však vědci domnívali, že tento teropod žil před „pouhými“ 3 miliony let. Holotyp tyranosaura se dnes nachází v Carnegieho muzeu v Pittsburghu, kam byl z New Yorku převezen v roce 1941 z neopodstatněného strachu před možným válečným zničením (například potenciálním bombardovacím náletem Němců nebo Japonců).
Nejblíže příbuzným rodem tyranosaura je zřejmě asijský Tarbosaurus (popsaný roku 1955), podle některých autorů dokonce jiný druh tyranosaura. Blízce příbuzné jsou také menší severoamerické rody Albertosaurus, dále Daspletosaurus a také Gorgosaurus. Podle názoru většiny paleontologů je dříve samostatný rod Nanotyrannus pouze nedospělým exemplářem tyranosaura. Někteří paleontologové pokládají tyranosaura za mrchožrouta, odvolávajíce se na malou rychlost, kterou údajně měl být schopen vyvinout (viz odhady rychlosti), jiní jej považují za aktivního lovce.

## Kladogram tyranosauridů
|  | Gorgosaurus libratus      |
|  |                           |
|  | Albertosaurus sarcophagus |
|  |                           |

|  | Tyrannosaurus rex                                                              |
|  |                                                                                |
|  | \| \| Tarbosaurus baatar \| \| \| \| \| \| Zhuchengtyrannus magnus \| \| \| \| |
|  |                                                                                |
|  | Tarbosaurus baatar                                                             |
|  |                                                                                |
|  | Zhuchengtyrannus magnus                                                        |
|  |                                                                                |

|  | Tarbosaurus baatar      |
|  |                         |
|  | Zhuchengtyrannus magnus |
|  |                         |

|  | Tyrannosaurus rex                                                              |
|  |                                                                                |
|  | \| \| Tarbosaurus baatar \| \| \| \| \| \| Zhuchengtyrannus magnus \| \| \| \| |
|  |                                                                                |
|  | Tarbosaurus baatar                                                             |
|  |                                                                                |
|  | Zhuchengtyrannus magnus                                                        |
|  |                                                                                |

|  | Tarbosaurus baatar      |
|  |                         |
|  | Zhuchengtyrannus magnus |
|  |                         |

|  | Tyrannosaurus rex                                                              |
|  |                                                                                |
|  | \| \| Tarbosaurus baatar \| \| \| \| \| \| Zhuchengtyrannus magnus \| \| \| \| |
|  |                                                                                |
|  | Tarbosaurus baatar                                                             |
|  |                                                                                |
|  | Zhuchengtyrannus magnus                                                        |
|  |                                                                                |

|  | Tarbosaurus baatar      |
|  |                         |
|  | Zhuchengtyrannus magnus |
|  |                         |

|  | Tyrannosaurus rex                                                              |
|  |                                                                                |
|  | \| \| Tarbosaurus baatar \| \| \| \| \| \| Zhuchengtyrannus magnus \| \| \| \| |
|  |                                                                                |
|  | Tarbosaurus baatar                                                             |
|  |                                                                                |
|  | Zhuchengtyrannus magnus                                                        |
|  |                                                                                |

|  | Tarbosaurus baatar      |
|  |                         |
|  | Zhuchengtyrannus magnus |
|  |                         |

|  | Tyrannosaurus rex                                                              |
|  |                                                                                |
|  | \| \| Tarbosaurus baatar \| \| \| \| \| \| Zhuchengtyrannus magnus \| \| \| \| |
|  |                                                                                |
|  | Tarbosaurus baatar                                                             |
|  |                                                                                |
|  | Zhuchengtyrannus magnus                                                        |
|  |                                                                                |

|  | Tarbosaurus baatar      |
|  |                         |
|  | Zhuchengtyrannus magnus |
|  |                         |

|  | Tyrannosaurus rex                                                              |
|  |                                                                                |
|  | \| \| Tarbosaurus baatar \| \| \| \| \| \| Zhuchengtyrannus magnus \| \| \| \| |
|  |                                                                                |
|  | Tarbosaurus baatar                                                             |
|  |                                                                                |
|  | Zhuchengtyrannus magnus                                                        |
|  |                                                                                |

|  | Tarbosaurus baatar      |
|  |                         |
|  | Zhuchengtyrannus magnus |
|  |                         |

|  | Tyrannosaurus rex                                                              |
|  |                                                                                |
|  | \| \| Tarbosaurus baatar \| \| \| \| \| \| Zhuchengtyrannus magnus \| \| \| \| |
|  |                                                                                |
|  | Tarbosaurus baatar                                                             |
|  |                                                                                |
|  | Zhuchengtyrannus magnus                                                        |
|  |                                                                                |

|  | Tarbosaurus baatar      |
|  |                         |
|  | Zhuchengtyrannus magnus |
|  |                         |

|  | Tyrannosaurus rex                                                              |
|  |                                                                                |
|  | \| \| Tarbosaurus baatar \| \| \| \| \| \| Zhuchengtyrannus magnus \| \| \| \| |
|  |                                                                                |
|  | Tarbosaurus baatar                                                             |
|  |                                                                                |
|  | Zhuchengtyrannus magnus                                                        |
|  |                                                                                |

|  | Tarbosaurus baatar      |
|  |                         |
|  | Zhuchengtyrannus magnus |
|  |                         |

|  | Tyrannosaurus rex                                                              |
|  |                                                                                |
|  | \| \| Tarbosaurus baatar \| \| \| \| \| \| Zhuchengtyrannus magnus \| \| \| \| |
|  |                                                                                |
|  | Tarbosaurus baatar                                                             |
|  |                                                                                |
|  | Zhuchengtyrannus magnus                                                        |
|  |                                                                                |

|  | Tarbosaurus baatar      |
|  |                         |
|  | Zhuchengtyrannus magnus |
|  |                         |

|  | Tyrannosaurus rex                                                              |
|  |                                                                                |
|  | \| \| Tarbosaurus baatar \| \| \| \| \| \| Zhuchengtyrannus magnus \| \| \| \| |
|  |                                                                                |
|  | Tarbosaurus baatar                                                             |
|  |                                                                                |
|  | Zhuchengtyrannus magnus                                                        |
|  |                                                                                |

|  | Tarbosaurus baatar      |
|  |                         |
|  | Zhuchengtyrannus magnus |
|  |                         |

|  | Tyrannosaurus rex                                                              |
|  |                                                                                |
|  | \| \| Tarbosaurus baatar \| \| \| \| \| \| Zhuchengtyrannus magnus \| \| \| \| |
|  |                                                                                |
|  | Tarbosaurus baatar                                                             |
|  |                                                                                |
|  | Zhuchengtyrannus magnus                                                        |
|  |                                                                                |

|  | Tarbosaurus baatar      |
|  |                         |
|  | Zhuchengtyrannus magnus |
|  |                         |

|  | Tyrannosaurus rex                                                              |
|  |                                                                                |
|  | \| \| Tarbosaurus baatar \| \| \| \| \| \| Zhuchengtyrannus magnus \| \| \| \| |
|  |                                                                                |
|  | Tarbosaurus baatar                                                             |
|  |                                                                                |
|  | Zhuchengtyrannus magnus                                                        |
|  |                                                                                |

|  | Tarbosaurus baatar      |
|  |                         |
|  | Zhuchengtyrannus magnus |
|  |                         |

|  | Tyrannosaurus rex                                                              |
|  |                                                                                |
|  | \| \| Tarbosaurus baatar \| \| \| \| \| \| Zhuchengtyrannus magnus \| \| \| \| |
|  |                                                                                |
|  | Tarbosaurus baatar                                                             |
|  |                                                                                |
|  | Zhuchengtyrannus magnus                                                        |
|  |                                                                                |

|  | Tarbosaurus baatar      |
|  |                         |
|  | Zhuchengtyrannus magnus |
|  |                         |

|  | Tyrannosaurus rex                                                              |
|  |                                                                                |
|  | \| \| Tarbosaurus baatar \| \| \| \| \| \| Zhuchengtyrannus magnus \| \| \| \| |
|  |                                                                                |
|  | Tarbosaurus baatar                                                             |
|  |                                                                                |
|  | Zhuchengtyrannus magnus                                                        |
|  |                                                                                |

|  | Tarbosaurus baatar      |
|  |                         |
|  | Zhuchengtyrannus magnus |
|  |                         |

|  | Tyrannosaurus rex                                                              |
|  |                                                                                |
|  | \| \| Tarbosaurus baatar \| \| \| \| \| \| Zhuchengtyrannus magnus \| \| \| \| |
|  |                                                                                |
|  | Tarbosaurus baatar                                                             |
|  |                                                                                |
|  | Zhuchengtyrannus magnus                                                        |
|  |                                                                                |

|  | Tarbosaurus baatar      |
|  |                         |
|  | Zhuchengtyrannus magnus |
|  |                         |

|  | Tyrannosaurus rex                                                              |
|  |                                                                                |
|  | \| \| Tarbosaurus baatar \| \| \| \| \| \| Zhuchengtyrannus magnus \| \| \| \| |
|  |                                                                                |
|  | Tarbosaurus baatar                                                             |
|  |                                                                                |
|  | Zhuchengtyrannus magnus                                                        |
|  |                                                                                |

|  | Tarbosaurus baatar      |
|  |                         |
|  | Zhuchengtyrannus magnus |
|  |                         |

|  | Tyrannosaurus rex                                                              |
|  |                                                                                |
|  | \| \| Tarbosaurus baatar \| \| \| \| \| \| Zhuchengtyrannus magnus \| \| \| \| |
|  |                                                                                |
|  | Tarbosaurus baatar                                                             |
|  |                                                                                |
|  | Zhuchengtyrannus magnus                                                        |
|  |                                                                                |

|  | Tarbosaurus baatar      |
|  |                         |
|  | Zhuchengtyrannus magnus |
|  |                         |

|  | Tyrannosaurus rex                                                              |
|  |                                                                                |
|  | \| \| Tarbosaurus baatar \| \| \| \| \| \| Zhuchengtyrannus magnus \| \| \| \| |
|  |                                                                                |
|  | Tarbosaurus baatar                                                             |
|  |                                                                                |
|  | Zhuchengtyrannus magnus                                                        |
|  |                                                                                |

|  | Tarbosaurus baatar      |
|  |                         |
|  | Zhuchengtyrannus magnus |
|  |                         |

|  | Tyrannosaurus rex                                                              |
|  |                                                                                |
|  | \| \| Tarbosaurus baatar \| \| \| \| \| \| Zhuchengtyrannus magnus \| \| \| \| |
|  |                                                                                |
|  | Tarbosaurus baatar                                                             |
|  |                                                                                |
|  | Zhuchengtyrannus magnus                                                        |
|  |                                                                                |

|  | Tarbosaurus baatar      |
|  |                         |
|  | Zhuchengtyrannus magnus |
|  |                         |

|  | Tyrannosaurus rex                                                              |
|  |                                                                                |
|  | \| \| Tarbosaurus baatar \| \| \| \| \| \| Zhuchengtyrannus magnus \| \| \| \| |
|  |                                                                                |
|  | Tarbosaurus baatar                                                             |
|  |                                                                                |
|  | Zhuchengtyrannus magnus                                                        |
|  |                                                                                |

|  | Tarbosaurus baatar      |
|  |                         |
|  | Zhuchengtyrannus magnus |
|  |                         |

|  | Tyrannosaurus rex                                                              |
|  |                                                                                |
|  | \| \| Tarbosaurus baatar \| \| \| \| \| \| Zhuchengtyrannus magnus \| \| \| \| |
|  |                                                                                |
|  | Tarbosaurus baatar                                                             |
|  |                                                                                |
|  | Zhuchengtyrannus magnus                                                        |
|  |                                                                                |

|  | Tarbosaurus baatar      |
|  |                         |
|  | Zhuchengtyrannus magnus |
|  |                         |

|  | Tyrannosaurus rex                                                              |
|  |                                                                                |
|  | \| \| Tarbosaurus baatar \| \| \| \| \| \| Zhuchengtyrannus magnus \| \| \| \| |
|  |                                                                                |
|  | Tarbosaurus baatar                                                             |
|  |                                                                                |
|  | Zhuchengtyrannus magnus                                                        |
|  |                                                                                |

|  | Tarbosaurus baatar      |
|  |                         |
|  | Zhuchengtyrannus magnus |
|  |                         |

|  | Tyrannosaurus rex                                                              |
|  |                                                                                |
|  | \| \| Tarbosaurus baatar \| \| \| \| \| \| Zhuchengtyrannus magnus \| \| \| \| |
|  |                                                                                |
|  | Tarbosaurus baatar                                                             |
|  |                                                                                |
|  | Zhuchengtyrannus magnus                                                        |
|  |                                                                                |

|  | Tarbosaurus baatar      |
|  |                         |
|  | Zhuchengtyrannus magnus |
|  |                         |

|  | Tyrannosaurus rex                                                              |
|  |                                                                                |
|  | \| \| Tarbosaurus baatar \| \| \| \| \| \| Zhuchengtyrannus magnus \| \| \| \| |
|  |                                                                                |
|  | Tarbosaurus baatar                                                             |
|  |                                                                                |
|  | Zhuchengtyrannus magnus                                                        |
|  |                                                                                |

|  | Tarbosaurus baatar      |
|  |                         |
|  | Zhuchengtyrannus magnus |
|  |                         |

|  | Tyrannosaurus rex                                                              |
|  |                                                                                |
|  | \| \| Tarbosaurus baatar \| \| \| \| \| \| Zhuchengtyrannus magnus \| \| \| \| |
|  |                                                                                |
|  | Tarbosaurus baatar                                                             |
|  |                                                                                |
|  | Zhuchengtyrannus magnus                                                        |
|  |                                                                                |

|  | Tarbosaurus baatar      |
|  |                         |
|  | Zhuchengtyrannus magnus |
|  |                         |

|  | Tyrannosaurus rex                                                              |
|  |                                                                                |
|  | \| \| Tarbosaurus baatar \| \| \| \| \| \| Zhuchengtyrannus magnus \| \| \| \| |
|  |                                                                                |
|  | Tarbosaurus baatar                                                             |
|  |                                                                                |
|  | Zhuchengtyrannus magnus                                                        |
|  |                                                                                |

|  | Tarbosaurus baatar      |
|  |                         |
|  | Zhuchengtyrannus magnus |
|  |                         |

|  | Tyrannosaurus rex                                                              |
|  |                                                                                |
|  | \| \| Tarbosaurus baatar \| \| \| \| \| \| Zhuchengtyrannus magnus \| \| \| \| |
|  |                                                                                |
|  | Tarbosaurus baatar                                                             |
|  |                                                                                |
|  | Zhuchengtyrannus magnus                                                        |
|  |                                                                                |

|  | Tarbosaurus baatar      |
|  |                         |
|  | Zhuchengtyrannus magnus |
|  |                         |

|  | Tyrannosaurus rex                                                              |
|  |                                                                                |
|  | \| \| Tarbosaurus baatar \| \| \| \| \| \| Zhuchengtyrannus magnus \| \| \| \| |
|  |                                                                                |
|  | Tarbosaurus baatar                                                             |
|  |                                                                                |
|  | Zhuchengtyrannus magnus                                                        |
|  |                                                                                |

|  | Tarbosaurus baatar      |
|  |                         |
|  | Zhuchengtyrannus magnus |
|  |                         |

|  | Tyrannosaurus rex                                                              |
|  |                                                                                |
|  | \| \| Tarbosaurus baatar \| \| \| \| \| \| Zhuchengtyrannus magnus \| \| \| \| |
|  |                                                                                |
|  | Tarbosaurus baatar                                                             |
|  |                                                                                |
|  | Zhuchengtyrannus magnus                                                        |
|  |                                                                                |

|  | Tarbosaurus baatar      |
|  |                         |
|  | Zhuchengtyrannus magnus |
|  |                         |

|  | Tyrannosaurus rex                                                              |
|  |                                                                                |
|  | \| \| Tarbosaurus baatar \| \| \| \| \| \| Zhuchengtyrannus magnus \| \| \| \| |
|  |                                                                                |
|  | Tarbosaurus baatar                                                             |
|  |                                                                                |
|  | Zhuchengtyrannus magnus                                                        |
|  |                                                                                |

|  | Tarbosaurus baatar      |
|  |                         |
|  | Zhuchengtyrannus magnus |
|  |                         |

|  | Tyrannosaurus rex                                                              |
|  |                                                                                |
|  | \| \| Tarbosaurus baatar \| \| \| \| \| \| Zhuchengtyrannus magnus \| \| \| \| |
|  |                                                                                |
|  | Tarbosaurus baatar                                                             |
|  |                                                                                |
|  | Zhuchengtyrannus magnus                                                        |
|  |                                                                                |

|  | Tarbosaurus baatar      |
|  |                         |
|  | Zhuchengtyrannus magnus |
|  |                         |

|  | Tyrannosaurus rex                                                              |
|  |                                                                                |
|  | \| \| Tarbosaurus baatar \| \| \| \| \| \| Zhuchengtyrannus magnus \| \| \| \| |
|  |                                                                                |
|  | Tarbosaurus baatar                                                             |
|  |                                                                                |
|  | Zhuchengtyrannus magnus                                                        |
|  |                                                                                |

|  | Tarbosaurus baatar      |
|  |                         |
|  | Zhuchengtyrannus magnus |
|  |                         |

|  | Tyrannosaurus rex                                                              |
|  |                                                                                |
|  | \| \| Tarbosaurus baatar \| \| \| \| \| \| Zhuchengtyrannus magnus \| \| \| \| |
|  |                                                                                |
|  | Tarbosaurus baatar                                                             |
|  |                                                                                |
|  | Zhuchengtyrannus magnus                                                        |
|  |                                                                                |

|  | Tarbosaurus baatar      |
|  |                         |
|  | Zhuchengtyrannus magnus |
|  |                         |

|  | Tyrannosaurus rex                                                              |
|  |                                                                                |
|  | \| \| Tarbosaurus baatar \| \| \| \| \| \| Zhuchengtyrannus magnus \| \| \| \| |
|  |                                                                                |
|  | Tarbosaurus baatar                                                             |
|  |                                                                                |
|  | Zhuchengtyrannus magnus                                                        |
|  |                                                                                |

|  | Tarbosaurus baatar      |
|  |                         |
|  | Zhuchengtyrannus magnus |
|  |                         |

|  | Tyrannosaurus rex                                                              |
|  |                                                                                |
|  | \| \| Tarbosaurus baatar \| \| \| \| \| \| Zhuchengtyrannus magnus \| \| \| \| |
|  |                                                                                |
|  | Tarbosaurus baatar                                                             |
|  |                                                                                |
|  | Zhuchengtyrannus magnus                                                        |
|  |                                                                                |

|  | Tarbosaurus baatar      |
|  |                         |
|  | Zhuchengtyrannus magnus |
|  |                         |

|  | Tyrannosaurus rex                                                              |
|  |                                                                                |
|  | \| \| Tarbosaurus baatar \| \| \| \| \| \| Zhuchengtyrannus magnus \| \| \| \| |
|  |                                                                                |
|  | Tarbosaurus baatar                                                             |
|  |                                                                                |
|  | Zhuchengtyrannus magnus                                                        |
|  |                                                                                |

|  | Tarbosaurus baatar      |
|  |                         |
|  | Zhuchengtyrannus magnus |
|  |                         |

|  | Tyrannosaurus rex                                                              |
|  |                                                                                |
|  | \| \| Tarbosaurus baatar \| \| \| \| \| \| Zhuchengtyrannus magnus \| \| \| \| |
|  |                                                                                |
|  | Tarbosaurus baatar                                                             |
|  |                                                                                |
|  | Zhuchengtyrannus magnus                                                        |
|  |                                                                                |

|  | Tarbosaurus baatar      |
|  |                         |
|  | Zhuchengtyrannus magnus |
|  |                         |

|  | Tyrannosaurus rex                                                              |
|  |                                                                                |
|  | \| \| Tarbosaurus baatar \| \| \| \| \| \| Zhuchengtyrannus magnus \| \| \| \| |
|  |                                                                                |
|  | Tarbosaurus baatar                                                             |
|  |                                                                                |
|  | Zhuchengtyrannus magnus                                                        |
|  |                                                                                |

|  | Tarbosaurus baatar      |
|  |                         |
|  | Zhuchengtyrannus magnus |
|  |                         |

|  | Tyrannosaurus rex                                                              |
|  |                                                                                |
|  | \| \| Tarbosaurus baatar \| \| \| \| \| \| Zhuchengtyrannus magnus \| \| \| \| |
|  |                                                                                |
|  | Tarbosaurus baatar                                                             |
|  |                                                                                |
|  | Zhuchengtyrannus magnus                                                        |
|  |                                                                                |

|  | Tarbosaurus baatar      |
|  |                         |
|  | Zhuchengtyrannus magnus |
|  |                         |

|  | Tyrannosaurus rex                                                              |
|  |                                                                                |
|  | \| \| Tarbosaurus baatar \| \| \| \| \| \| Zhuchengtyrannus magnus \| \| \| \| |
|  |                                                                                |
|  | Tarbosaurus baatar                                                             |
|  |                                                                                |
|  | Zhuchengtyrannus magnus                                                        |
|  |                                                                                |

|  | Tarbosaurus baatar      |
|  |                         |
|  | Zhuchengtyrannus magnus |
|  |                         |

|  | Tyrannosaurus rex                                                              |
|  |                                                                                |
|  | \| \| Tarbosaurus baatar \| \| \| \| \| \| Zhuchengtyrannus magnus \| \| \| \| |
|  |                                                                                |
|  | Tarbosaurus baatar                                                             |
|  |                                                                                |
|  | Zhuchengtyrannus magnus                                                        |
|  |                                                                                |

|  | Tarbosaurus baatar      |
|  |                         |
|  | Zhuchengtyrannus magnus |
|  |                         |

|  | Tyrannosaurus rex                                                              |
|  |                                                                                |
|  | \| \| Tarbosaurus baatar \| \| \| \| \| \| Zhuchengtyrannus magnus \| \| \| \| |
|  |                                                                                |
|  | Tarbosaurus baatar                                                             |
|  |                                                                                |
|  | Zhuchengtyrannus magnus                                                        |
|  |                                                                                |

|  | Tarbosaurus baatar      |
|  |                         |
|  | Zhuchengtyrannus magnus |
|  |                         |

|  | Tyrannosaurus rex                                                              |
|  |                                                                                |
|  | \| \| Tarbosaurus baatar \| \| \| \| \| \| Zhuchengtyrannus magnus \| \| \| \| |
|  |                                                                                |
|  | Tarbosaurus baatar                                                             |
|  |                                                                                |
|  | Zhuchengtyrannus magnus                                                        |
|  |                                                                                |

|  | Tarbosaurus baatar      |
|  |                         |
|  | Zhuchengtyrannus magnus |
|  |                         |

|  | Tyrannosaurus rex                                                              |
|  |                                                                                |
|  | \| \| Tarbosaurus baatar \| \| \| \| \| \| Zhuchengtyrannus magnus \| \| \| \| |
|  |                                                                                |
|  | Tarbosaurus baatar                                                             |
|  |                                                                                |
|  | Zhuchengtyrannus magnus                                                        |
|  |                                                                                |

|  | Tarbosaurus baatar      |
|  |                         |
|  | Zhuchengtyrannus magnus |
|  |                         |

|  | Tyrannosaurus rex                                                              |
|  |                                                                                |
|  | \| \| Tarbosaurus baatar \| \| \| \| \| \| Zhuchengtyrannus magnus \| \| \| \| |
|  |                                                                                |
|  | Tarbosaurus baatar                                                             |
|  |                                                                                |
|  | Zhuchengtyrannus magnus                                                        |
|  |                                                                                |

|  | Tarbosaurus baatar      |
|  |                         |
|  | Zhuchengtyrannus magnus |
|  |                         |

|  | Tyrannosaurus rex                                                              |
|  |                                                                                |
|  | \| \| Tarbosaurus baatar \| \| \| \| \| \| Zhuchengtyrannus magnus \| \| \| \| |
|  |                                                                                |
|  | Tarbosaurus baatar                                                             |
|  |                                                                                |
|  | Zhuchengtyrannus magnus                                                        |
|  |                                                                                |

|  | Tarbosaurus baatar      |
|  |                         |
|  | Zhuchengtyrannus magnus |
|  |                         |

|  | Tyrannosaurus rex                                                              |
|  |                                                                                |
|  | \| \| Tarbosaurus baatar \| \| \| \| \| \| Zhuchengtyrannus magnus \| \| \| \| |
|  |                                                                                |
|  | Tarbosaurus baatar                                                             |
|  |                                                                                |
|  | Zhuchengtyrannus magnus                                                        |
|  |                                                                                |

|  | Tarbosaurus baatar      |
|  |                         |
|  | Zhuchengtyrannus magnus |
|  |                         |

|  | Tyrannosaurus rex                                                              |
|  |                                                                                |
|  | \| \| Tarbosaurus baatar \| \| \| \| \| \| Zhuchengtyrannus magnus \| \| \| \| |
|  |                                                                                |
|  | Tarbosaurus baatar                                                             |
|  |                                                                                |
|  | Zhuchengtyrannus magnus                                                        |
|  |                                                                                |

|  | Tarbosaurus baatar      |
|  |                         |
|  | Zhuchengtyrannus magnus |
|  |                         |

|  | Tyrannosaurus rex                                                              |
|  |                                                                                |
|  | \| \| Tarbosaurus baatar \| \| \| \| \| \| Zhuchengtyrannus magnus \| \| \| \| |
|  |                                                                                |
|  | Tarbosaurus baatar                                                             |
|  |                                                                                |
|  | Zhuchengtyrannus magnus                                                        |
|  |                                                                                |

|  | Tarbosaurus baatar      |
|  |                         |
|  | Zhuchengtyrannus magnus |
|  |                         |

|  | Tyrannosaurus rex                                                              |
|  |                                                                                |
|  | \| \| Tarbosaurus baatar \| \| \| \| \| \| Zhuchengtyrannus magnus \| \| \| \| |
|  |                                                                                |
|  | Tarbosaurus baatar                                                             |
|  |                                                                                |
|  | Zhuchengtyrannus magnus                                                        |
|  |                                                                                |

|  | Tarbosaurus baatar      |
|  |                         |
|  | Zhuchengtyrannus magnus |
|  |                         |

|  | Tyrannosaurus rex                                                              |
|  |                                                                                |
|  | \| \| Tarbosaurus baatar \| \| \| \| \| \| Zhuchengtyrannus magnus \| \| \| \| |
|  |                                                                                |
|  | Tarbosaurus baatar                                                             |
|  |                                                                                |
|  | Zhuchengtyrannus magnus                                                        |
|  |                                                                                |

|  | Tarbosaurus baatar      |
|  |                         |
|  | Zhuchengtyrannus magnus |
|  |                         |

|  | Tyrannosaurus rex                                                              |
|  |                                                                                |
|  | \| \| Tarbosaurus baatar \| \| \| \| \| \| Zhuchengtyrannus magnus \| \| \| \| |
|  |                                                                                |
|  | Tarbosaurus baatar                                                             |
|  |                                                                                |
|  | Zhuchengtyrannus magnus                                                        |
|  |                                                                                |

|  | Tarbosaurus baatar      |
|  |                         |
|  | Zhuchengtyrannus magnus |
|  |                         |

|  | Tyrannosaurus rex                                                              |
|  |                                                                                |
|  | \| \| Tarbosaurus baatar \| \| \| \| \| \| Zhuchengtyrannus magnus \| \| \| \| |
|  |                                                                                |
|  | Tarbosaurus baatar                                                             |
|  |                                                                                |
|  | Zhuchengtyrannus magnus                                                        |
|  |                                                                                |

|  | Tarbosaurus baatar      |
|  |                         |
|  | Zhuchengtyrannus magnus |
|  |                         |

|  | Tyrannosaurus rex                                                              |
|  |                                                                                |
|  | \| \| Tarbosaurus baatar \| \| \| \| \| \| Zhuchengtyrannus magnus \| \| \| \| |
|  |                                                                                |
|  | Tarbosaurus baatar                                                             |
|  |                                                                                |
|  | Zhuchengtyrannus magnus                                                        |
|  |                                                                                |

|  | Tarbosaurus baatar      |
|  |                         |
|  | Zhuchengtyrannus magnus |
|  |                         |

|  | Tyrannosaurus rex                                                              |
|  |                                                                                |
|  | \| \| Tarbosaurus baatar \| \| \| \| \| \| Zhuchengtyrannus magnus \| \| \| \| |
|  |                                                                                |
|  | Tarbosaurus baatar                                                             |
|  |                                                                                |
|  | Zhuchengtyrannus magnus                                                        |
|  |                                                                                |

|  | Tarbosaurus baatar      |
|  |                         |
|  | Zhuchengtyrannus magnus |
|  |                         |

|  | Tyrannosaurus rex                                                              |
|  |                                                                                |
|  | \| \| Tarbosaurus baatar \| \| \| \| \| \| Zhuchengtyrannus magnus \| \| \| \| |
|  |                                                                                |
|  | Tarbosaurus baatar                                                             |
|  |                                                                                |
|  | Zhuchengtyrannus magnus                                                        |
|  |                                                                                |

|  | Tarbosaurus baatar      |
|  |                         |
|  | Zhuchengtyrannus magnus |
|  |                         |

|  | Tyrannosaurus rex                                                              |
|  |                                                                                |
|  | \| \| Tarbosaurus baatar \| \| \| \| \| \| Zhuchengtyrannus magnus \| \| \| \| |
|  |                                                                                |
|  | Tarbosaurus baatar                                                             |
|  |                                                                                |
|  | Zhuchengtyrannus magnus                                                        |
|  |                                                                                |

|  | Tarbosaurus baatar      |
|  |                         |
|  | Zhuchengtyrannus magnus |
|  |                         |

|  | Tyrannosaurus rex                                                              |
|  |                                                                                |
|  | \| \| Tarbosaurus baatar \| \| \| \| \| \| Zhuchengtyrannus magnus \| \| \| \| |
|  |                                                                                |
|  | Tarbosaurus baatar                                                             |
|  |                                                                                |
|  | Zhuchengtyrannus magnus                                                        |
|  |                                                                                |

|  | Tarbosaurus baatar      |
|  |                         |
|  | Zhuchengtyrannus magnus |
|  |                         |

|  | Tyrannosaurus rex                                                              |
|  |                                                                                |
|  | \| \| Tarbosaurus baatar \| \| \| \| \| \| Zhuchengtyrannus magnus \| \| \| \| |
|  |                                                                                |
|  | Tarbosaurus baatar                                                             |
|  |                                                                                |
|  | Zhuchengtyrannus magnus                                                        |
|  |                                                                                |

|  | Tarbosaurus baatar      |
|  |                         |
|  | Zhuchengtyrannus magnus |
|  |                         |

|  | Tyrannosaurus rex                                                              |
|  |                                                                                |
|  | \| \| Tarbosaurus baatar \| \| \| \| \| \| Zhuchengtyrannus magnus \| \| \| \| |
|  |                                                                                |
|  | Tarbosaurus baatar                                                             |
|  |                                                                                |
|  | Zhuchengtyrannus magnus                                                        |
|  |                                                                                |

|  | Tarbosaurus baatar      |
|  |                         |
|  | Zhuchengtyrannus magnus |
|  |                         |

|  | Tyrannosaurus rex                                                              |
|  |                                                                                |
|  | \| \| Tarbosaurus baatar \| \| \| \| \| \| Zhuchengtyrannus magnus \| \| \| \| |
|  |                                                                                |
|  | Tarbosaurus baatar                                                             |
|  |                                                                                |
|  | Zhuchengtyrannus magnus                                                        |
|  |                                                                                |

|  | Tarbosaurus baatar      |
|  |                         |
|  | Zhuchengtyrannus magnus |
|  |                         |

|  | Tyrannosaurus rex                                                              |
|  |                                                                                |
|  | \| \| Tarbosaurus baatar \| \| \| \| \| \| Zhuchengtyrannus magnus \| \| \| \| |
|  |                                                                                |
|  | Tarbosaurus baatar                                                             |
|  |                                                                                |
|  | Zhuchengtyrannus magnus                                                        |
|  |                                                                                |

|  | Tarbosaurus baatar      |
|  |                         |
|  | Zhuchengtyrannus magnus |
|  |                         |

|  | Tyrannosaurus rex                                                              |
|  |                                                                                |
|  | \| \| Tarbosaurus baatar \| \| \| \| \| \| Zhuchengtyrannus magnus \| \| \| \| |
|  |                                                                                |
|  | Tarbosaurus baatar                                                             |
|  |                                                                                |
|  | Zhuchengtyrannus magnus                                                        |
|  |                                                                                |

|  | Tarbosaurus baatar      |
|  |                         |
|  | Zhuchengtyrannus magnus |
|  |                         |

|  | Tyrannosaurus rex                                                              |
|  |                                                                                |
|  | \| \| Tarbosaurus baatar \| \| \| \| \| \| Zhuchengtyrannus magnus \| \| \| \| |
|  |                                                                                |
|  | Tarbosaurus baatar                                                             |
|  |                                                                                |
|  | Zhuchengtyrannus magnus                                                        |
|  |                                                                                |

|  | Tarbosaurus baatar      |
|  |                         |
|  | Zhuchengtyrannus magnus |
|  |                         |

|  | Gorgosaurus libratus      |
|  |                           |
|  | Albertosaurus sarcophagus |
|  |                           |

|  | Tyrannosaurus rex                                                              |
|  |                                                                                |
|  | \| \| Tarbosaurus baatar \| \| \| \| \| \| Zhuchengtyrannus magnus \| \| \| \| |
|  |                                                                                |
|  | Tarbosaurus baatar                                                             |
|  |                                                                                |
|  | Zhuchengtyrannus magnus                                                        |
|  |                                                                                |

|  | Tarbosaurus baatar      |
|  |                         |
|  | Zhuchengtyrannus magnus |
|  |                         |

|  | Tyrannosaurus rex                                                              |
|  |                                                                                |
|  | \| \| Tarbosaurus baatar \| \| \| \| \| \| Zhuchengtyrannus magnus \| \| \| \| |
|  |                                                                                |
|  | Tarbosaurus baatar                                                             |
|  |                                                                                |
|  | Zhuchengtyrannus magnus                                                        |
|  |                                                                                |

|  | Tarbosaurus baatar      |
|  |                         |
|  | Zhuchengtyrannus magnus |
|  |                         |

|  | Tyrannosaurus rex                                                              |
|  |                                                                                |
|  | \| \| Tarbosaurus baatar \| \| \| \| \| \| Zhuchengtyrannus magnus \| \| \| \| |
|  |                                                                                |
|  | Tarbosaurus baatar                                                             |
|  |                                                                                |
|  | Zhuchengtyrannus magnus                                                        |
|  |                                                                                |

|  | Tarbosaurus baatar      |
|  |                         |
|  | Zhuchengtyrannus magnus |
|  |                         |

|  | Tyrannosaurus rex                                                              |
|  |                                                                                |
|  | \| \| Tarbosaurus baatar \| \| \| \| \| \| Zhuchengtyrannus magnus \| \| \| \| |
|  |                                                                                |
|  | Tarbosaurus baatar                                                             |
|  |                                                                                |
|  | Zhuchengtyrannus magnus                                                        |
|  |                                                                                |

|  | Tarbosaurus baatar      |
|  |                         |
|  | Zhuchengtyrannus magnus |
|  |                         |

|  | Tyrannosaurus rex                                                              |
|  |                                                                                |
|  | \| \| Tarbosaurus baatar \| \| \| \| \| \| Zhuchengtyrannus magnus \| \| \| \| |
|  |                                                                                |
|  | Tarbosaurus baatar                                                             |
|  |                                                                                |
|  | Zhuchengtyrannus magnus                                                        |
|  |                                                                                |

|  | Tarbosaurus baatar      |
|  |                         |
|  | Zhuchengtyrannus magnus |
|  |                         |

|  | Tyrannosaurus rex                                                              |
|  |                                                                                |
|  | \| \| Tarbosaurus baatar \| \| \| \| \| \| Zhuchengtyrannus magnus \| \| \| \| |
|  |                                                                                |
|  | Tarbosaurus baatar                                                             |
|  |                                                                                |
|  | Zhuchengtyrannus magnus                                                        |
|  |                                                                                |

|  | Tarbosaurus baatar      |
|  |                         |
|  | Zhuchengtyrannus magnus |
|  |                         |

|  | Tyrannosaurus rex                                                              |
|  |                                                                                |
|  | \| \| Tarbosaurus baatar \| \| \| \| \| \| Zhuchengtyrannus magnus \| \| \| \| |
|  |                                                                                |
|  | Tarbosaurus baatar                                                             |
|  |                                                                                |
|  | Zhuchengtyrannus magnus                                                        |
|  |                                                                                |

|  | Tarbosaurus baatar      |
|  |                         |
|  | Zhuchengtyrannus magnus |
|  |                         |

|  | Tyrannosaurus rex                                                              |
|  |                                                                                |
|  | \| \| Tarbosaurus baatar \| \| \| \| \| \| Zhuchengtyrannus magnus \| \| \| \| |
|  |                                                                                |
|  | Tarbosaurus baatar                                                             |
|  |                                                                                |
|  | Zhuchengtyrannus magnus                                                        |
|  |                                                                                |

|  | Tarbosaurus baatar      |
|  |                         |
|  | Zhuchengtyrannus magnus |
|  |                         |

|  | Tyrannosaurus rex                                                              |
|  |                                                                                |
|  | \| \| Tarbosaurus baatar \| \| \| \| \| \| Zhuchengtyrannus magnus \| \| \| \| |
|  |                                                                                |
|  | Tarbosaurus baatar                                                             |
|  |                                                                                |
|  | Zhuchengtyrannus magnus                                                        |
|  |                                                                                |

|  | Tarbosaurus baatar      |
|  |                         |
|  | Zhuchengtyrannus magnus |
|  |                         |

|  | Tyrannosaurus rex                                                              |
|  |                                                                                |
|  | \| \| Tarbosaurus baatar \| \| \| \| \| \| Zhuchengtyrannus magnus \| \| \| \| |
|  |                                                                                |
|  | Tarbosaurus baatar                                                             |
|  |                                                                                |
|  | Zhuchengtyrannus magnus                                                        |
|  |                                                                                |

|  | Tarbosaurus baatar      |
|  |                         |
|  | Zhuchengtyrannus magnus |
|  |                         |

|  | Tyrannosaurus rex                                                              |
|  |                                                                                |
|  | \| \| Tarbosaurus baatar \| \| \| \| \| \| Zhuchengtyrannus magnus \| \| \| \| |
|  |                                                                                |
|  | Tarbosaurus baatar                                                             |
|  |                                                                                |
|  | Zhuchengtyrannus magnus                                                        |
|  |                                                                                |

|  | Tarbosaurus baatar      |
|  |                         |
|  | Zhuchengtyrannus magnus |
|  |                         |

|  | Tyrannosaurus rex                                                              |
|  |                                                                                |
|  | \| \| Tarbosaurus baatar \| \| \| \| \| \| Zhuchengtyrannus magnus \| \| \| \| |
|  |                                                                                |
|  | Tarbosaurus baatar                                                             |
|  |                                                                                |
|  | Zhuchengtyrannus magnus                                                        |
|  |                                                                                |

|  | Tarbosaurus baatar      |
|  |                         |
|  | Zhuchengtyrannus magnus |
|  |                         |

|  | Tyrannosaurus rex                                                              |
|  |                                                                                |
|  | \| \| Tarbosaurus baatar \| \| \| \| \| \| Zhuchengtyrannus magnus \| \| \| \| |
|  |                                                                                |
|  | Tarbosaurus baatar                                                             |
|  |                                                                                |
|  | Zhuchengtyrannus magnus                                                        |
|  |                                                                                |

|  | Tarbosaurus baatar      |
|  |                         |
|  | Zhuchengtyrannus magnus |
|  |                         |

|  | Tyrannosaurus rex                                                              |
|  |                                                                                |
|  | \| \| Tarbosaurus baatar \| \| \| \| \| \| Zhuchengtyrannus magnus \| \| \| \| |
|  |                                                                                |
|  | Tarbosaurus baatar                                                             |
|  |                                                                                |
|  | Zhuchengtyrannus magnus                                                        |
|  |                                                                                |

|  | Tarbosaurus baatar      |
|  |                         |
|  | Zhuchengtyrannus magnus |
|  |                         |

|  | Tyrannosaurus rex                                                              |
|  |                                                                                |
|  | \| \| Tarbosaurus baatar \| \| \| \| \| \| Zhuchengtyrannus magnus \| \| \| \| |
|  |                                                                                |
|  | Tarbosaurus baatar                                                             |
|  |                                                                                |
|  | Zhuchengtyrannus magnus                                                        |
|  |                                                                                |

|  | Tarbosaurus baatar      |
|  |                         |
|  | Zhuchengtyrannus magnus |
|  |                         |

|  | Tyrannosaurus rex                                                              |
|  |                                                                                |
|  | \| \| Tarbosaurus baatar \| \| \| \| \| \| Zhuchengtyrannus magnus \| \| \| \| |
|  |                                                                                |
|  | Tarbosaurus baatar                                                             |
|  |                                                                                |
|  | Zhuchengtyrannus magnus                                                        |
|  |                                                                                |

|  | Tarbosaurus baatar      |
|  |                         |
|  | Zhuchengtyrannus magnus |
|  |                         |

|  | Tyrannosaurus rex                                                              |
|  |                                                                                |
|  | \| \| Tarbosaurus baatar \| \| \| \| \| \| Zhuchengtyrannus magnus \| \| \| \| |
|  |                                                                                |
|  | Tarbosaurus baatar                                                             |
|  |                                                                                |
|  | Zhuchengtyrannus magnus                                                        |
|  |                                                                                |

|  | Tarbosaurus baatar      |
|  |                         |
|  | Zhuchengtyrannus magnus |
|  |                         |

|  | Tyrannosaurus rex                                                              |
|  |                                                                                |
|  | \| \| Tarbosaurus baatar \| \| \| \| \| \| Zhuchengtyrannus magnus \| \| \| \| |
|  |                                                                                |
|  | Tarbosaurus baatar                                                             |
|  |                                                                                |
|  | Zhuchengtyrannus magnus                                                        |
|  |                                                                                |

|  | Tarbosaurus baatar      |
|  |                         |
|  | Zhuchengtyrannus magnus |
|  |                         |

|  | Tyrannosaurus rex                                                              |
|  |                                                                                |
|  | \| \| Tarbosaurus baatar \| \| \| \| \| \| Zhuchengtyrannus magnus \| \| \| \| |
|  |                                                                                |
|  | Tarbosaurus baatar                                                             |
|  |                                                                                |
|  | Zhuchengtyrannus magnus                                                        |
|  |                                                                                |

|  | Tarbosaurus baatar      |
|  |                         |
|  | Zhuchengtyrannus magnus |
|  |                         |

|  | Tyrannosaurus rex                                                              |
|  |                                                                                |
|  | \| \| Tarbosaurus baatar \| \| \| \| \| \| Zhuchengtyrannus magnus \| \| \| \| |
|  |                                                                                |
|  | Tarbosaurus baatar                                                             |
|  |                                                                                |
|  | Zhuchengtyrannus magnus                                                        |
|  |                                                                                |

|  | Tarbosaurus baatar      |
|  |                         |
|  | Zhuchengtyrannus magnus |
|  |                         |

|  | Tyrannosaurus rex                                                              |
|  |                                                                                |
|  | \| \| Tarbosaurus baatar \| \| \| \| \| \| Zhuchengtyrannus magnus \| \| \| \| |
|  |                                                                                |
|  | Tarbosaurus baatar                                                             |
|  |                                                                                |
|  | Zhuchengtyrannus magnus                                                        |
|  |                                                                                |

|  | Tarbosaurus baatar      |
|  |                         |
|  | Zhuchengtyrannus magnus |
|  |                         |

|  | Tyrannosaurus rex                                                              |
|  |                                                                                |
|  | \| \| Tarbosaurus baatar \| \| \| \| \| \| Zhuchengtyrannus magnus \| \| \| \| |
|  |                                                                                |
|  | Tarbosaurus baatar                                                             |
|  |                                                                                |
|  | Zhuchengtyrannus magnus                                                        |
|  |                                                                                |

|  | Tarbosaurus baatar      |
|  |                         |
|  | Zhuchengtyrannus magnus |
|  |                         |

|  | Tyrannosaurus rex                                                              |
|  |                                                                                |
|  | \| \| Tarbosaurus baatar \| \| \| \| \| \| Zhuchengtyrannus magnus \| \| \| \| |
|  |                                                                                |
|  | Tarbosaurus baatar                                                             |
|  |                                                                                |
|  | Zhuchengtyrannus magnus                                                        |
|  |                                                                                |

|  | Tarbosaurus baatar      |
|  |                         |
|  | Zhuchengtyrannus magnus |
|  |                         |

|  | Tyrannosaurus rex                                                              |
|  |                                                                                |
|  | \| \| Tarbosaurus baatar \| \| \| \| \| \| Zhuchengtyrannus magnus \| \| \| \| |
|  |                                                                                |
|  | Tarbosaurus baatar                                                             |
|  |                                                                                |
|  | Zhuchengtyrannus magnus                                                        |
|  |                                                                                |

|  | Tarbosaurus baatar      |
|  |                         |
|  | Zhuchengtyrannus magnus |
|  |                         |

|  | Tyrannosaurus rex                                                              |
|  |                                                                                |
|  | \| \| Tarbosaurus baatar \| \| \| \| \| \| Zhuchengtyrannus magnus \| \| \| \| |
|  |                                                                                |
|  | Tarbosaurus baatar                                                             |
|  |                                                                                |
|  | Zhuchengtyrannus magnus                                                        |
|  |                                                                                |

|  | Tarbosaurus baatar      |
|  |                         |
|  | Zhuchengtyrannus magnus |
|  |                         |

|  | Tyrannosaurus rex                                                              |
|  |                                                                                |
|  | \| \| Tarbosaurus baatar \| \| \| \| \| \| Zhuchengtyrannus magnus \| \| \| \| |
|  |                                                                                |
|  | Tarbosaurus baatar                                                             |
|  |                                                                                |
|  | Zhuchengtyrannus magnus                                                        |
|  |                                                                                |

|  | Tarbosaurus baatar      |
|  |                         |
|  | Zhuchengtyrannus magnus |
|  |                         |

|  | Tyrannosaurus rex                                                              |
|  |                                                                                |
|  | \| \| Tarbosaurus baatar \| \| \| \| \| \| Zhuchengtyrannus magnus \| \| \| \| |
|  |                                                                                |
|  | Tarbosaurus baatar                                                             |
|  |                                                                                |
|  | Zhuchengtyrannus magnus                                                        |
|  |                                                                                |

|  | Tarbosaurus baatar      |
|  |                         |
|  | Zhuchengtyrannus magnus |
|  |                         |

|  | Tyrannosaurus rex                                                              |
|  |                                                                                |
|  | \| \| Tarbosaurus baatar \| \| \| \| \| \| Zhuchengtyrannus magnus \| \| \| \| |
|  |                                                                                |
|  | Tarbosaurus baatar                                                             |
|  |                                                                                |
|  | Zhuchengtyrannus magnus                                                        |
|  |                                                                                |

|  | Tarbosaurus baatar      |
|  |                         |
|  | Zhuchengtyrannus magnus |
|  |                         |

|  | Tyrannosaurus rex                                                              |
|  |                                                                                |
|  | \| \| Tarbosaurus baatar \| \| \| \| \| \| Zhuchengtyrannus magnus \| \| \| \| |
|  |                                                                                |
|  | Tarbosaurus baatar                                                             |
|  |                                                                                |
|  | Zhuchengtyrannus magnus                                                        |
|  |                                                                                |

|  | Tarbosaurus baatar      |
|  |                         |
|  | Zhuchengtyrannus magnus |
|  |                         |

|  | Tyrannosaurus rex                                                              |
|  |                                                                                |
|  | \| \| Tarbosaurus baatar \| \| \| \| \| \| Zhuchengtyrannus magnus \| \| \| \| |
|  |                                                                                |
|  | Tarbosaurus baatar                                                             |
|  |                                                                                |
|  | Zhuchengtyrannus magnus                                                        |
|  |                                                                                |

|  | Tarbosaurus baatar      |
|  |                         |
|  | Zhuchengtyrannus magnus |
|  |                         |

|  | Tyrannosaurus rex                                                              |
|  |                                                                                |
|  | \| \| Tarbosaurus baatar \| \| \| \| \| \| Zhuchengtyrannus magnus \| \| \| \| |
|  |                                                                                |
|  | Tarbosaurus baatar                                                             |
|  |                                                                                |
|  | Zhuchengtyrannus magnus                                                        |
|  |                                                                                |

|  | Tarbosaurus baatar      |
|  |                         |
|  | Zhuchengtyrannus magnus |
|  |                         |

|  | Tyrannosaurus rex                                                              |
|  |                                                                                |
|  | \| \| Tarbosaurus baatar \| \| \| \| \| \| Zhuchengtyrannus magnus \| \| \| \| |
|  |                                                                                |
|  | Tarbosaurus baatar                                                             |
|  |                                                                                |
|  | Zhuchengtyrannus magnus                                                        |
|  |                                                                                |

|  | Tarbosaurus baatar      |
|  |                         |
|  | Zhuchengtyrannus magnus |
|  |                         |

|  | Tyrannosaurus rex                                                              |
|  |                                                                                |
|  | \| \| Tarbosaurus baatar \| \| \| \| \| \| Zhuchengtyrannus magnus \| \| \| \| |
|  |                                                                                |
|  | Tarbosaurus baatar                                                             |
|  |                                                                                |
|  | Zhuchengtyrannus magnus                                                        |
|  |                                                                                |

|  | Tarbosaurus baatar      |
|  |                         |
|  | Zhuchengtyrannus magnus |
|  |                         |

|  | Tyrannosaurus rex                                                              |
|  |                                                                                |
|  | \| \| Tarbosaurus baatar \| \| \| \| \| \| Zhuchengtyrannus magnus \| \| \| \| |
|  |                                                                                |
|  | Tarbosaurus baatar                                                             |
|  |                                                                                |
|  | Zhuchengtyrannus magnus                                                        |
|  |                                                                                |

|  | Tarbosaurus baatar      |
|  |                         |
|  | Zhuchengtyrannus magnus |
|  |                         |

|  | Tyrannosaurus rex                                                              |
|  |                                                                                |
|  | \| \| Tarbosaurus baatar \| \| \| \| \| \| Zhuchengtyrannus magnus \| \| \| \| |
|  |                                                                                |
|  | Tarbosaurus baatar                                                             |
|  |                                                                                |
|  | Zhuchengtyrannus magnus                                                        |
|  |                                                                                |

|  | Tarbosaurus baatar      |
|  |                         |
|  | Zhuchengtyrannus magnus |
|  |                         |

|  | Tyrannosaurus rex                                                              |
|  |                                                                                |
|  | \| \| Tarbosaurus baatar \| \| \| \| \| \| Zhuchengtyrannus magnus \| \| \| \| |
|  |                                                                                |
|  | Tarbosaurus baatar                                                             |
|  |                                                                                |
|  | Zhuchengtyrannus magnus                                                        |
|  |                                                                                |

|  | Tarbosaurus baatar      |
|  |                         |
|  | Zhuchengtyrannus magnus |
|  |                         |

|  | Tyrannosaurus rex                                                              |
|  |                                                                                |
|  | \| \| Tarbosaurus baatar \| \| \| \| \| \| Zhuchengtyrannus magnus \| \| \| \| |
|  |                                                                                |
|  | Tarbosaurus baatar                                                             |
|  |                                                                                |
|  | Zhuchengtyrannus magnus                                                        |
|  |                                                                                |

|  | Tarbosaurus baatar      |
|  |                         |
|  | Zhuchengtyrannus magnus |
|  |                         |

|  | Tyrannosaurus rex                                                              |
|  |                                                                                |
|  | \| \| Tarbosaurus baatar \| \| \| \| \| \| Zhuchengtyrannus magnus \| \| \| \| |
|  |                                                                                |
|  | Tarbosaurus baatar                                                             |
|  |                                                                                |
|  | Zhuchengtyrannus magnus                                                        |
|  |                                                                                |

|  | Tarbosaurus baatar      |
|  |                         |
|  | Zhuchengtyrannus magnus |
|  |                         |

|  | Tyrannosaurus rex                                                              |
|  |                                                                                |
|  | \| \| Tarbosaurus baatar \| \| \| \| \| \| Zhuchengtyrannus magnus \| \| \| \| |
|  |                                                                                |
|  | Tarbosaurus baatar                                                             |
|  |                                                                                |
|  | Zhuchengtyrannus magnus                                                        |
|  |                                                                                |

|  | Tarbosaurus baatar      |
|  |                         |
|  | Zhuchengtyrannus magnus |
|  |                         |

|  | Tyrannosaurus rex                                                              |
|  |                                                                                |
|  | \| \| Tarbosaurus baatar \| \| \| \| \| \| Zhuchengtyrannus magnus \| \| \| \| |
|  |                                                                                |
|  | Tarbosaurus baatar                                                             |
|  |                                                                                |
|  | Zhuchengtyrannus magnus                                                        |
|  |                                                                                |

|  | Tarbosaurus baatar      |
|  |                         |
|  | Zhuchengtyrannus magnus |
|  |                         |

|  | Tyrannosaurus rex                                                              |
|  |                                                                                |
|  | \| \| Tarbosaurus baatar \| \| \| \| \| \| Zhuchengtyrannus magnus \| \| \| \| |
|  |                                                                                |
|  | Tarbosaurus baatar                                                             |
|  |                                                                                |
|  | Zhuchengtyrannus magnus                                                        |
|  |                                                                                |

|  | Tarbosaurus baatar      |
|  |                         |
|  | Zhuchengtyrannus magnus |
|  |                         |

|  | Tyrannosaurus rex                                                              |
|  |                                                                                |
|  | \| \| Tarbosaurus baatar \| \| \| \| \| \| Zhuchengtyrannus magnus \| \| \| \| |
|  |                                                                                |
|  | Tarbosaurus baatar                                                             |
|  |                                                                                |
|  | Zhuchengtyrannus magnus                                                        |
|  |                                                                                |

|  | Tarbosaurus baatar      |
|  |                         |
|  | Zhuchengtyrannus magnus |
|  |                         |

|  | Tyrannosaurus rex                                                              |
|  |                                                                                |
|  | \| \| Tarbosaurus baatar \| \| \| \| \| \| Zhuchengtyrannus magnus \| \| \| \| |
|  |                                                                                |
|  | Tarbosaurus baatar                                                             |
|  |                                                                                |
|  | Zhuchengtyrannus magnus                                                        |
|  |                                                                                |

|  | Tarbosaurus baatar      |
|  |                         |
|  | Zhuchengtyrannus magnus |
|  |                         |

|  | Tyrannosaurus rex                                                              |
|  |                                                                                |
|  | \| \| Tarbosaurus baatar \| \| \| \| \| \| Zhuchengtyrannus magnus \| \| \| \| |
|  |                                                                                |
|  | Tarbosaurus baatar                                                             |
|  |                                                                                |
|  | Zhuchengtyrannus magnus                                                        |
|  |                                                                                |

|  | Tarbosaurus baatar      |
|  |                         |
|  | Zhuchengtyrannus magnus |
|  |                         |

|  | Tyrannosaurus rex                                                              |
|  |                                                                                |
|  | \| \| Tarbosaurus baatar \| \| \| \| \| \| Zhuchengtyrannus magnus \| \| \| \| |
|  |                                                                                |
|  | Tarbosaurus baatar                                                             |
|  |                                                                                |
|  | Zhuchengtyrannus magnus                                                        |
|  |                                                                                |

|  | Tarbosaurus baatar      |
|  |                         |
|  | Zhuchengtyrannus magnus |
|  |                         |

|  | Tyrannosaurus rex                                                              |
|  |                                                                                |
|  | \| \| Tarbosaurus baatar \| \| \| \| \| \| Zhuchengtyrannus magnus \| \| \| \| |
|  |                                                                                |
|  | Tarbosaurus baatar                                                             |
|  |                                                                                |
|  | Zhuchengtyrannus magnus                                                        |
|  |                                                                                |

|  | Tarbosaurus baatar      |
|  |                         |
|  | Zhuchengtyrannus magnus |
|  |                         |

|  | Tyrannosaurus rex                                                              |
|  |                                                                                |
|  | \| \| Tarbosaurus baatar \| \| \| \| \| \| Zhuchengtyrannus magnus \| \| \| \| |
|  |                                                                                |
|  | Tarbosaurus baatar                                                             |
|  |                                                                                |
|  | Zhuchengtyrannus magnus                                                        |
|  |                                                                                |

|  | Tarbosaurus baatar      |
|  |                         |
|  | Zhuchengtyrannus magnus |
|  |                         |

|  | Tyrannosaurus rex                                                              |
|  |                                                                                |
|  | \| \| Tarbosaurus baatar \| \| \| \| \| \| Zhuchengtyrannus magnus \| \| \| \| |
|  |                                                                                |
|  | Tarbosaurus baatar                                                             |
|  |                                                                                |
|  | Zhuchengtyrannus magnus                                                        |
|  |                                                                                |

|  | Tarbosaurus baatar      |
|  |                         |
|  | Zhuchengtyrannus magnus |
|  |                         |

|  | Tyrannosaurus rex                                                              |
|  |                                                                                |
|  | \| \| Tarbosaurus baatar \| \| \| \| \| \| Zhuchengtyrannus magnus \| \| \| \| |
|  |                                                                                |
|  | Tarbosaurus baatar                                                             |
|  |                                                                                |
|  | Zhuchengtyrannus magnus                                                        |
|  |                                                                                |

|  | Tarbosaurus baatar      |
|  |                         |
|  | Zhuchengtyrannus magnus |
|  |                         |

|  | Tyrannosaurus rex                                                              |
|  |                                                                                |
|  | \| \| Tarbosaurus baatar \| \| \| \| \| \| Zhuchengtyrannus magnus \| \| \| \| |
|  |                                                                                |
|  | Tarbosaurus baatar                                                             |
|  |                                                                                |
|  | Zhuchengtyrannus magnus                                                        |
|  |                                                                                |

|  | Tarbosaurus baatar      |
|  |                         |
|  | Zhuchengtyrannus magnus |
|  |                         |

|  | Tyrannosaurus rex                                                              |
|  |                                                                                |
|  | \| \| Tarbosaurus baatar \| \| \| \| \| \| Zhuchengtyrannus magnus \| \| \| \| |
|  |                                                                                |
|  | Tarbosaurus baatar                                                             |
|  |                                                                                |
|  | Zhuchengtyrannus magnus                                                        |
|  |                                                                                |

|  | Tarbosaurus baatar      |
|  |                         |
|  | Zhuchengtyrannus magnus |
|  |                         |

|  | Tyrannosaurus rex                                                              |
|  |                                                                                |
|  | \| \| Tarbosaurus baatar \| \| \| \| \| \| Zhuchengtyrannus magnus \| \| \| \| |
|  |                                                                                |
|  | Tarbosaurus baatar                                                             |
|  |                                                                                |
|  | Zhuchengtyrannus magnus                                                        |
|  |                                                                                |

|  | Tarbosaurus baatar      |
|  |                         |
|  | Zhuchengtyrannus magnus |
|  |                         |

|  | Tyrannosaurus rex                                                              |
|  |                                                                                |
|  | \| \| Tarbosaurus baatar \| \| \| \| \| \| Zhuchengtyrannus magnus \| \| \| \| |
|  |                                                                                |
|  | Tarbosaurus baatar                                                             |
|  |                                                                                |
|  | Zhuchengtyrannus magnus                                                        |
|  |                                                                                |

|  | Tarbosaurus baatar      |
|  |                         |
|  | Zhuchengtyrannus magnus |
|  |                         |

|  | Tyrannosaurus rex                                                              |
|  |                                                                                |
|  | \| \| Tarbosaurus baatar \| \| \| \| \| \| Zhuchengtyrannus magnus \| \| \| \| |
|  |                                                                                |
|  | Tarbosaurus baatar                                                             |
|  |                                                                                |
|  | Zhuchengtyrannus magnus                                                        |
|  |                                                                                |

|  | Tarbosaurus baatar      |
|  |                         |
|  | Zhuchengtyrannus magnus |
|  |                         |

|  | Tyrannosaurus rex                                                              |
|  |                                                                                |
|  | \| \| Tarbosaurus baatar \| \| \| \| \| \| Zhuchengtyrannus magnus \| \| \| \| |
|  |                                                                                |
|  | Tarbosaurus baatar                                                             |
|  |                                                                                |
|  | Zhuchengtyrannus magnus                                                        |
|  |                                                                                |

|  | Tarbosaurus baatar      |
|  |                         |
|  | Zhuchengtyrannus magnus |
|  |                         |

|  | Tyrannosaurus rex                                                              |
|  |                                                                                |
|  | \| \| Tarbosaurus baatar \| \| \| \| \| \| Zhuchengtyrannus magnus \| \| \| \| |
|  |                                                                                |
|  | Tarbosaurus baatar                                                             |
|  |                                                                                |
|  | Zhuchengtyrannus magnus                                                        |
|  |                                                                                |

|  | Tarbosaurus baatar      |
|  |                         |
|  | Zhuchengtyrannus magnus |
|  |                         |

|  | Tyrannosaurus rex                                                              |
|  |                                                                                |
|  | \| \| Tarbosaurus baatar \| \| \| \| \| \| Zhuchengtyrannus magnus \| \| \| \| |
|  |                                                                                |
|  | Tarbosaurus baatar                                                             |
|  |                                                                                |
|  | Zhuchengtyrannus magnus                                                        |
|  |                                                                                |

|  | Tarbosaurus baatar      |
|  |                         |
|  | Zhuchengtyrannus magnus |
|  |                         |

|  | Tyrannosaurus rex                                                              |
|  |                                                                                |
|  | \| \| Tarbosaurus baatar \| \| \| \| \| \| Zhuchengtyrannus magnus \| \| \| \| |
|  |                                                                                |
|  | Tarbosaurus baatar                                                             |
|  |                                                                                |
|  | Zhuchengtyrannus magnus                                                        |
|  |                                                                                |

|  | Tarbosaurus baatar      |
|  |                         |
|  | Zhuchengtyrannus magnus |
|  |                         |

|  | Tyrannosaurus rex                                                              |
|  |                                                                                |
|  | \| \| Tarbosaurus baatar \| \| \| \| \| \| Zhuchengtyrannus magnus \| \| \| \| |
|  |                                                                                |
|  | Tarbosaurus baatar                                                             |
|  |                                                                                |
|  | Zhuchengtyrannus magnus                                                        |
|  |                                                                                |

|  | Tarbosaurus baatar      |
|  |                         |
|  | Zhuchengtyrannus magnus |
|  |                         |

|  | Tyrannosaurus rex                                                              |
|  |                                                                                |
|  | \| \| Tarbosaurus baatar \| \| \| \| \| \| Zhuchengtyrannus magnus \| \| \| \| |
|  |                                                                                |
|  | Tarbosaurus baatar                                                             |
|  |                                                                                |
|  | Zhuchengtyrannus magnus                                                        |
|  |                                                                                |

|  | Tarbosaurus baatar      |
|  |                         |
|  | Zhuchengtyrannus magnus |
|  |                         |

|  | Tyrannosaurus rex                                                              |
|  |                                                                                |
|  | \| \| Tarbosaurus baatar \| \| \| \| \| \| Zhuchengtyrannus magnus \| \| \| \| |
|  |                                                                                |
|  | Tarbosaurus baatar                                                             |
|  |                                                                                |
|  | Zhuchengtyrannus magnus                                                        |
|  |                                                                                |

|  | Tarbosaurus baatar      |
|  |                         |
|  | Zhuchengtyrannus magnus |
|  |                         |

|  | Tyrannosaurus rex                                                              |
|  |                                                                                |
|  | \| \| Tarbosaurus baatar \| \| \| \| \| \| Zhuchengtyrannus magnus \| \| \| \| |
|  |                                                                                |
|  | Tarbosaurus baatar                                                             |
|  |                                                                                |
|  | Zhuchengtyrannus magnus                                                        |
|  |                                                                                |

|  | Tarbosaurus baatar      |
|  |                         |
|  | Zhuchengtyrannus magnus |
|  |                         |

|  | Tyrannosaurus rex                                                              |
|  |                                                                                |
|  | \| \| Tarbosaurus baatar \| \| \| \| \| \| Zhuchengtyrannus magnus \| \| \| \| |
|  |                                                                                |
|  | Tarbosaurus baatar                                                             |
|  |                                                                                |
|  | Zhuchengtyrannus magnus                                                        |
|  |                                                                                |

|  | Tarbosaurus baatar      |
|  |                         |
|  | Zhuchengtyrannus magnus |
|  |                         |

|  | Tyrannosaurus rex                                                              |
|  |                                                                                |
|  | \| \| Tarbosaurus baatar \| \| \| \| \| \| Zhuchengtyrannus magnus \| \| \| \| |
|  |                                                                                |
|  | Tarbosaurus baatar                                                             |
|  |                                                                                |
|  | Zhuchengtyrannus magnus                                                        |
|  |                                                                                |

|  | Tarbosaurus baatar      |
|  |                         |
|  | Zhuchengtyrannus magnus |
|  |                         |

## Nanotyrannus a „Tyrannosaurus X“
Paleontologové stále nejsou definitivně rozhodnuti v otázce platnosti údajného menšího tyranosaurida, který měl žít ve stejných ekosystémech jako Tyrannosaurus. V roce 1988 dostal vědecké jméno Nanotyrannus lancensis a na základě 58 cm dlouhé lebky objevené v roce 1942 v Montaně byla jeho délka odhadnuta na 5 až 6 metrů. V současnosti ale převažuje názor, že jde ve skutečnosti jen o mládě druhu T. rex, nikoliv o samostatný rod tyranosauridního teropoda. Již od 80. let se také objevuje názor, že ve skutečnosti existovaly dva druhy rodu Tyrannosaurus, přičemž kromě druhu T. rex mělo jít ještě o dosud formálně nepopsaný druh, zvaný „Tyrannosaurus X“. Rozdíly měly být nápadné zejména ve stavbě lebky a umístění a počtu zubů. V současnosti však pro toto tvrzení není mnoho průkazných fosilních dokladů.
Novější vědecké studie však platnost tohoto taxonu nepodporují a spíše dokazují, že ve skutečnosti jsou všichni domnělí jedinci nanotyranna pouze mladými (juvenilními) exempláři druhu Tyrannosaurus rex.
Na začátku roku 2024 byla publikována odborná práce, podle níž je Nanotyrannus lancensis přece jen platným druhem menšího tyranosaurida, nespadajícího do druhu Tyrannosaurus rex.

## Hlasové projevy
V prosinci 2017 vědci z Texaské univerzity oznámili, že údajně rozluštili pravděpodobnou podobu zvukového projevu tyranosaura. Ukázalo se, že hlasové projevy druhu T. rex možná připomínaly hlasové projevy brodivého ptáka bukače velkého z čeledi volavkovitých a zároveň aligátora čínského.

## Rekordy

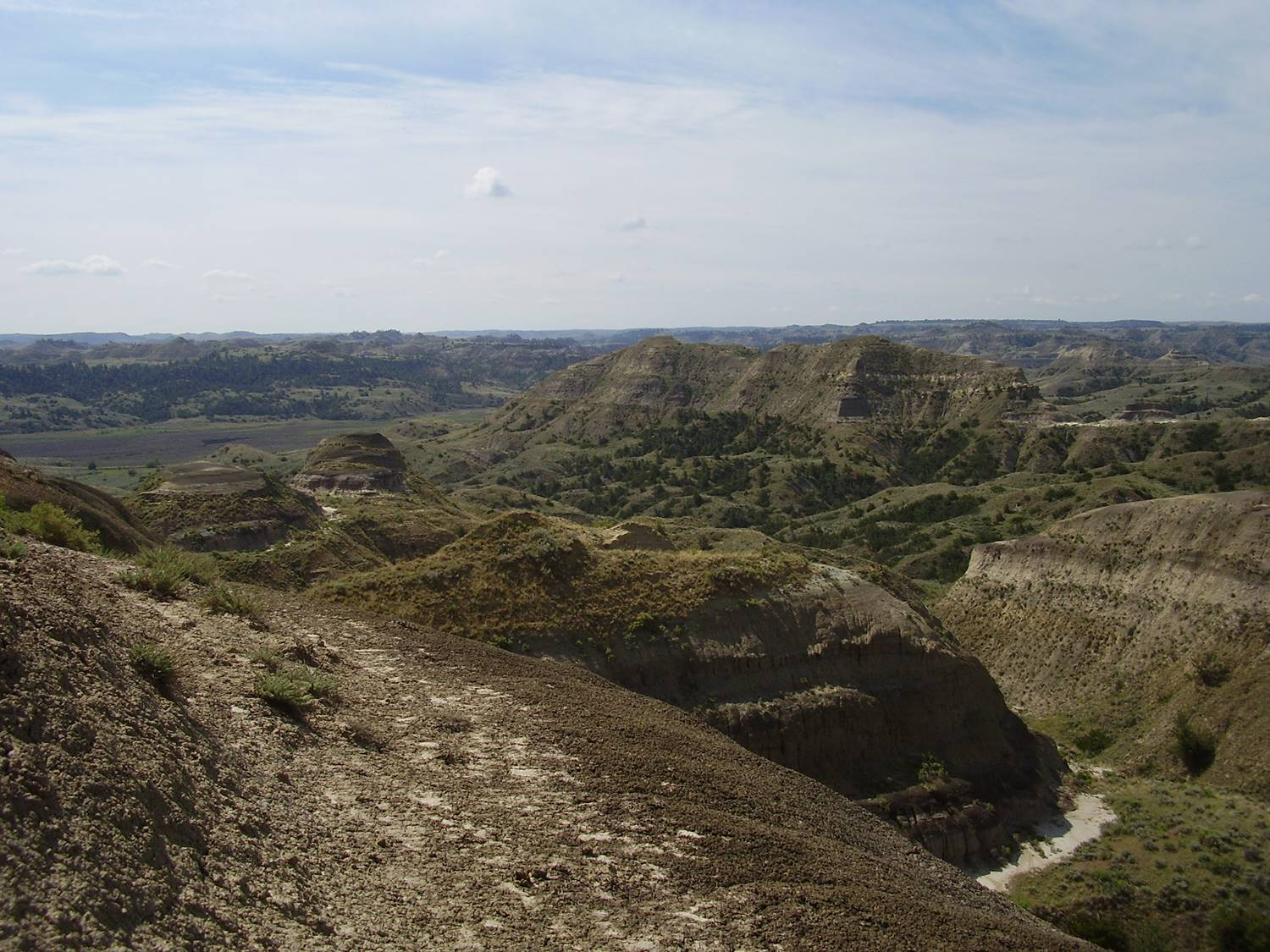
Výhled do terénu Hell Creek State Park ve východní Montaně (souvrství Hell Creek). V těchto místech byl roku 1902 objeven první exemplář druhu T. rex.

Tyrannosaurus byl až do poloviny 90. let považován za největšího dravého dinosaura vůbec a tuto „slávu“ si prodloužil i díky úspěšnému filmu Jurský park z roku 1993. Ve stejném roce byl však v Argentině objeven a o dva roky později i popsán ještě větší teropod, Giganotosaurus carolinii, který byl dlouhý až téměř 14 metrů a vážil zřejmě přes 8 tun. Jeho lebka byla dlouhá možná až 195 cm. Jsou nicméně známy další fosilie tyranosaura, které ukazují na ještě větší jedince tohoto rodu (větší než je „Sue“ a také než Giganotosaurus), což by zajistilo tyranosaurovi vrácení pomyslného titulu největšího známého teropoda. Některé izolované kosti svědčí o jedincích dlouhých přes 14 metrů a vážících kolem 9 tun. Ostatně i exemplář FMNH PR 2081 („Sue“) možná vážil více než 10 metrických tun.
Do roku 2019 byl za největšího známého teropoda vůbec považován druh Spinosaurus aegyptiacus, u něhož je odhadována celková tělesná délka možná až na víc než 15 metrů. Ve zmíněném roce byl nicméně popsán obří jedinec tyranosaura „Scotty“, který sice nebyl tak dlouhý jako největší spinosauři (délka 12 až 13 metrů), celkově jej ale výrazně předčil svojí mohutností a tedy i hmotností (kolem 8870 kg). Je tedy pravděpodobné, že druh T. rex byl skutečně největším známým teropodním dinosaurem (alespoň co se celkové hmotnosti týká).

## Měkké tkáně a proteiny
Již v roce 1993 byl poprvé izolován fragment „měkké tkáně“ ze stehenní kosti tyranosaura. V roce 2005 a také 2007 oznámila americká paleobioložka Mary Higby Schweitzerová, že se jejímu týmu podařilo extrahovat strukturální protein kolagen ze 68 milionů let staré stehenní kosti tohoto teropoda. Již dříve přitom byly objeveny „sférické struktury mající vzhled červených krvinek“ a jakési kolagenní částice. Podle vyjádření Schweitzerové se tyranosauří protein svým typem podobá mnohem více ptačímu proteinu, což opět dokazuje blízkou příbuznost ptáků a dinosaurů. Ačkoliv jde o kontroverzní výzkumy, některé nově aplikované metody výzkumu (například rentgenová difrakce) se zdají původním závěrům Schweitzerové nasvědčovat. Schweitzerová s týmem výzkumníků podala v listopadu roku 2019 další důkazy pro dochování měkkých tkání a proteinů ve fosiliích tyranosaura a objasnila i pravděpodobný mechanismus jejich dochování.
U jedince MOR 1125 (či „B-Rex“) byla zjištěna přítomnost tzv. medulární kostní tkáně, která je typická pro současné gravidní samice ptáků. Mohlo se tedy jednat o gravidní samici tyranosaura, která zahynula asi v 16 až 18 letech věku. Důkazem přítomnosti medulární kosti je údajně keratan sulfát, který je markerem pro přítomnost této složky kosti. Přítomnost měkkých tkání a biomolekul ve fosilních kostech tohoto jedince dokládají i další výzkumy a detailní chemické a fyzikální rozbory.

## Známé exempláře
Mezi nejslavnější exempláře tyranosaura patří například „Sue“ (FMNH PR2081) z Chicaga, která je nejkompletnějším a jedním z největších dosud objevených jedinců (délka 12,3 metru, odhadovaná hmotnost přes 8000 kg). Slavný je rovněž exemplář s kat. ozn. AMNH 5027, umístěný od roku 1915 v expozici Amerického přírodovědného muzea v New Yorku. Tento ikonický jedinec byl po desítky let jediným referenčním kosterním exemplářem druhu T. rex a stal se předlohou také pro kostru v emblému Jurského parku. Desítky replik kosterních exemplářů tyranosaura zvaného „Stan“ (BHI 3033) jsou dnes umístěny v muzeích v Evropě i Severní Americe. V Evropě byly po roce 2010 vystaveny dva tyranosauří exempláře z Montany, které dostaly přezdívky „Trix“ (holandský Leiden) a „Tristan“ (Berlín). Zejména „Trix“ je zajímavým exemplářem, který patří patrně mezi nejstarší jedince, s odhadovaným věkem přes 30 let. Z nedospělých (subadultních) exemplářů tyranosaura je významný například jedinec zvaný „Jane“, objevený v Montaně roku 2001.

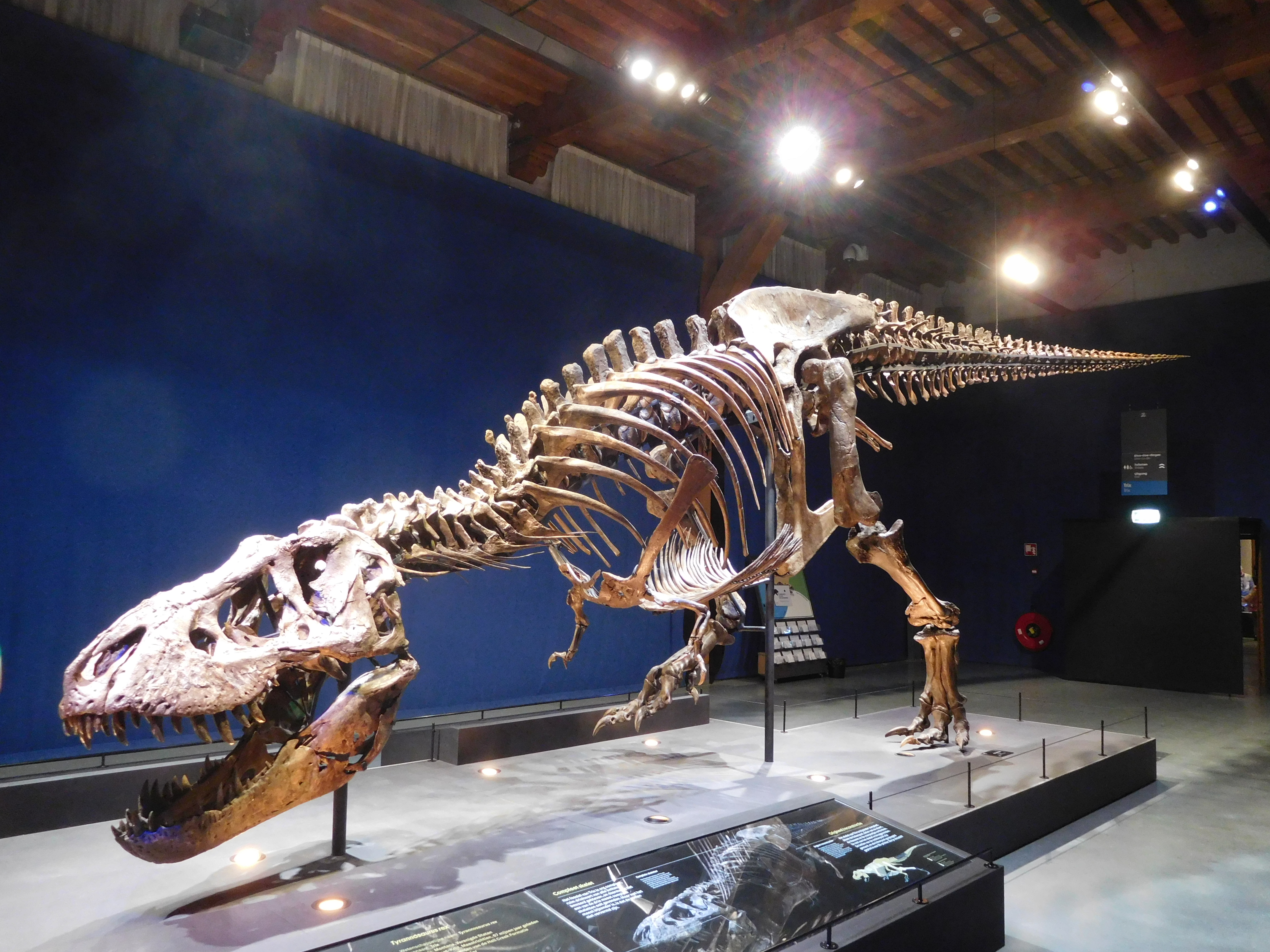
Kostra jedince tyranosaura zvaného „Trix“.

Významným problémem je v 21. století komerční nakládání s fosiliemi tyranosaurů a jejich příbuzných, které jsou velmi ceněné a stávají se předmětem veřejných dražeb. Exemplář „Stan“ byl v roce 2020 vydražen za rekordních 31,8 milionu dolarů, za nižší částky však byly vydraženy také mnohé další pro vědu cenné exempláře tyranosauroidních teropodů. Cenný exponát tzv. „Bojujících dinosaurů“ z Montany, představující blok se skvěle zachovanou kostrou triceratopse a mláděte tyranosaura, se naopak podařilo zakoupit pro muzejní instituci. Fosilie bude preparována a zkoumána do roku 2022.

## V populární kultuře
Další informace také v článku Tyrannosaurus v populární kultuře.
Tyranosaurus je zřejmě jedním z nejpopulárnějších dinosaurů vůbec, možná dokonce ten nejpopulárnější. Objevil se již v nespočetně[zdroj⁠?!] velkém množství knih i filmů, zejména pak v kasovním trháku Stevena Spielberga Jurský park a jeho pokračováních. Objevuje se také v četných dalších novelách a scifi románech, například Údolí tyrannosaura, Cretaceous Dawn nebo Poslední dny dinosaurů. Tyrannosaurus rex (často nesprávně označovaný jako „T-Rex“ nebo „T. Rex“; správně pouze T. rex) je v současnosti již jakousi ikonou populární kultury. Muzejní kosterní exponáty a modely tyranosaura patří často k nejobdivovanějším a pro návštěvníky nejzajímavějším. Objevují se například i spekulativní články na téma hypotetických setkání člověka a tohoto obřího pozdně křídového dravce. V roce 2019 byla v USA do oběhu vypuštěna speciální pamětní série poštovních známek právě s druhem T. rex.
Mezi slavné exempláře tohoto dinosaura patří Sue (objeven v Jižní Dakotě roku 1990), Stan (objeven v Jižní Dakotě roku 1987) nebo Trix (objeven v Montaně roku 2013).
Na konci roku 2014 byla kosmickou lodí Orion vynesena na oběžnou dráhu zkamenělina tyranosaura (jeho fosilní zub). Byla nicméně až třetí v pořadí, po fosilii rodu Maiasaura (1985) a Coelophysis (1998).
V průběhu doby se ustavily jisté trendy v zobrazování tyranosaura, z nichž některé jsou nesprávné a zavádějící. Příkladem může být zobrazování tohoto druhu v zastaralé a nesprávné vertikalizované pozici.
Tyrannosaurus rex se také jako ikona populární kultury stal objektem zájmu mnoha lidí a spolu s tím také vznikaly různé nepravdy, mýty a pověry o tomto dinosaurovi. Víme například, že jeho přední končetiny nebyly zcela bez účelu, byl spíše chodcem než běžcem a měl velmi výkonný a ostrý zrak.

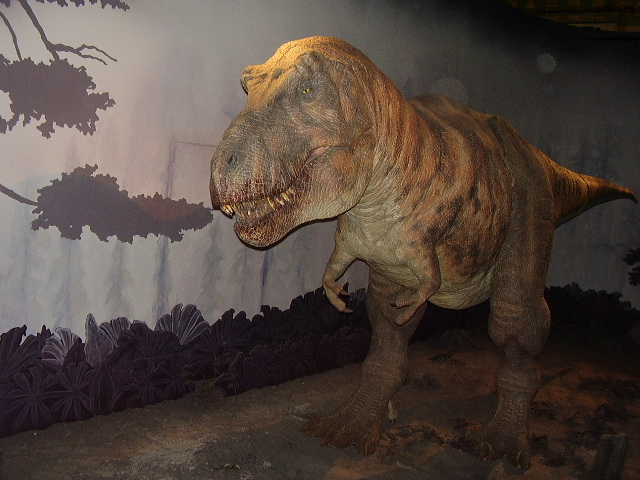
Model tyranosaura v Britském přírodovědeckém muzeu v Londýně.